# Les Simpson
Vous lisez un « bon article » labellisé en 2009.
Pour les articles homonymes, voir Simpson.
Production
Diffusion
Les Simpson (The Simpsons) sont une série télévisée d'animation américaine  créée par Matt Groening et diffusée pour la première fois à partir du 17 décembre 1989 sur le réseau Fox. Depuis le 24 mars 2020, la série est disponible sur Disney+.
La série met en scène les Simpson, stéréotype d'une famille de classe moyenne américaine. Leurs aventures servent une satire du mode de vie américain. Les membres de la famille, sont Homer, Marge, Bart, Lisa, Maggie, ainsi que Abe, le père d'Homer.
En France, la série est diffusée du 15 décembre 1990 au 6 avril 2016 sur Canal+, de 1993 à 1995 dans l'émission Les Minikeums sur France 3, du 2 janvier 2006 au 5 décembre 2020 sur W9, de 2007 à 2008 sur M6, du 20 octobre 2007 au 14 mars 2017 sur Canal+ Family, du 30 juin 2017 au 12 août 2022 sur 6ter, du 15 juillet 2019 au 29 décembre 2022 sur Série Club, puis du 31 mai 2021 au 31 décembre 2022 sur MCM. Depuis le 27 janvier 2023, la série n'est plus diffusée en télévision linéaire[réf. nécessaire]. Néanmoins elle est disponible en streaming sur Disney+. 
En Belgique, la série est diffusée pour la première fois le 26 janvier 1991 sur Canal+ Belgique, elle est ensuite diffusée de 1992 à 1995 sur RTL-TVI[réf. souhaitée], puis de 1995 au 1er février 2016 sur Club RTL. La série est supprimée de la grille horaire le 1er février 2016 après plus de vingt ans de diffusion, et est reprise par la chaîne Plug RTL entre mars et juillet 2016,,. La série est diffusée depuis le 7 septembre 2020 sur Tipik de la RTBF. Plug RTL rediffuse à nouveau la série depuis le 9 janvier 2023, et ce dès la première saison. Côté flamand, VTM 2 et VTM 3 diffusent la série.
En Suisse, la série a été diffusée sur la Télévision suisse romande, de 1992 à 1997 puis TSR 1, ou encore RTS Un, depuis 1997. Ensuite sur TSR2, jusqu'en 2002. La diffusion a été ensuite interrompue pendant sept ans puis a repris en 2009, toujours sur TSR2 (renommée RTS Deux en 2012), depuis la saison 1. Les saisons sont diffusées l'une après l'autre, dans l'ordre, sans rediffusion des saisons précédentes, au rythme d'une à trois saisons par an. En 2012, la saison 13 est diffusée pour la première fois, dix ans après la saison 12. Depuis, RTS 2 rattrape progressivement son retard, elle diffuse actuellement[Quand ?] jusqu'à la saison 32. Il faut cependant noter que les chaînes françaises qui ont diffusées la série sont aussi accessibles en Suisse.
Au Québec, la série est d'abord présentée sur Super Écran à partir du 15 février 1991,, puis rediffusée en clair à partir du 7 septembre 1991 sur TQS (devenue V et ensuite Noovo). Cependant, pour des raisons financières, elle passe sur Télétoon en septembre 2004, soit à partir de la treizième saison. Des rediffusions des plus anciennes saisons sont toujours rediffusées sur Noovo. Pour le marché québécois anglophone, la station CFCF (affiliée au réseau CTV) diffusait les nouveaux épisodes de la série jusqu'au relancement de la station CKMI sous l'affiliation au réseau Global à l'automne 1997. La série passe au réseau Citytv à l'automne 2018 jusqu'au printemps 2021, et rediffusée sur The Comedy Network/CTV Comedy Channel et en 2019 sur Much et FX Canada.
Depuis ses débuts, la série a récolté des dizaines de récompenses, dont trente-deux Primetime Emmy Awards, trente Annie Awards et un Peabody Award. Le Time Magazine du 31 décembre 1999 l'a désignée comme la meilleure série télévisée du XXe siècle et elle a obtenu une étoile sur le Hollywood Walk of Fame le 14 janvier 2000. « D'oh! », l'expression d'abattement d'Homer Simpson, est entrée dans la langue anglaise. Ce n'est pas le seul mot à être entré dans le dictionnaire anglais, embiggen (« engrandi » en français) est un mot inventé par les Simpson qui est aussi entré dans la langue anglaise. L'influence des Simpson s'exerce également sur d'autres sitcoms.
Plus généralement, la série exerce une influence importante dans l'univers télévisuel et la culture populaire ; chaque personnage dépeignant un stéréotype de la société, que ce soit au sein de la classe moyenne, autour du monde des affaires et du commerce, ou même dans les paysages politique et médiatique américains. La série est considérée comme la figure centrale du style de Matt Groening, qui sert également de base pour ses autres œuvres, comme Futurama et Désenchantée.
Al Jean avait suggéré sur le réseau social Twitter qu'une trente-et-unième saison de la série pourrait voir le jour lorsqu'il a annoncé que le 666e épisode de la série serait l'épisode Simpson Horror Show XXX, épisode qui devrait appartenir à la trente-et-unième saison,. Variety a également annoncé un probable renouvellement dans un article de janvier 2019. Ainsi, la série est officiellement renouvelée pour deux saisons supplémentaires le 6 février 2019, portant alors la série à trente-deux saisons et lui permettant de dépasser les sept cents épisodes à terme, soit une diffusion jusqu'à 2021. Deux ans plus tard, le 3 mars 2021, la série est renouvelée une nouvelle fois pour deux saisons supplémentaires, lui permettant alors d'atteindre la saison trente-quatre ainsi que les sept cent cinquante épisodes,. Le 26 janvier 2023, la série est renouvelée pour deux saisons supplémentaires, ce qui permettra à la série d'atteindre la trente-sixième saison et près de sept cent quatre-vingt-quatorze épisodes.
En 2020, la pandémie de Covid-19 ayant perturbé les activités de beaucoup de pays, plusieurs productions ont été de plus en plus regardées dans les services de vidéo à la demande. Au niveau international, Les Simpson a été la série d'animation la plus visionnée sur les services de diffusion.
En 2007, Les Simpson, le film, un long métrage basé sur la série, est sorti au cinéma et a recueilli 527 millions de dollars américains en recettes brutes (pour un budget de 75 millions).

## Origines
Matt Groening a conçu la famille Simpson en 1986 dans l'entrée du bureau du producteur James L. Brooks. On avait fait appel à lui pour lancer une série de courts métrages d'animation pour The Tracey Ullman Show, qui seraient adaptés de son comic strip Life in Hell. Lorsque Matt Groening comprit que l'animation de Life in Hell demanderait qu'il renonçât aux droits de publication, il décida d'aller dans une direction différente et esquissa rapidement une famille dysfonctionnelle, nommant les personnages d'après les membres de sa famille. Pour le fils, il a remplacé son prénom par « Bart », une anagramme du mot anglais brat signifiant « sale gosse », car il pensait que les téléspectateurs feraient facilement le lien avec son prénom.

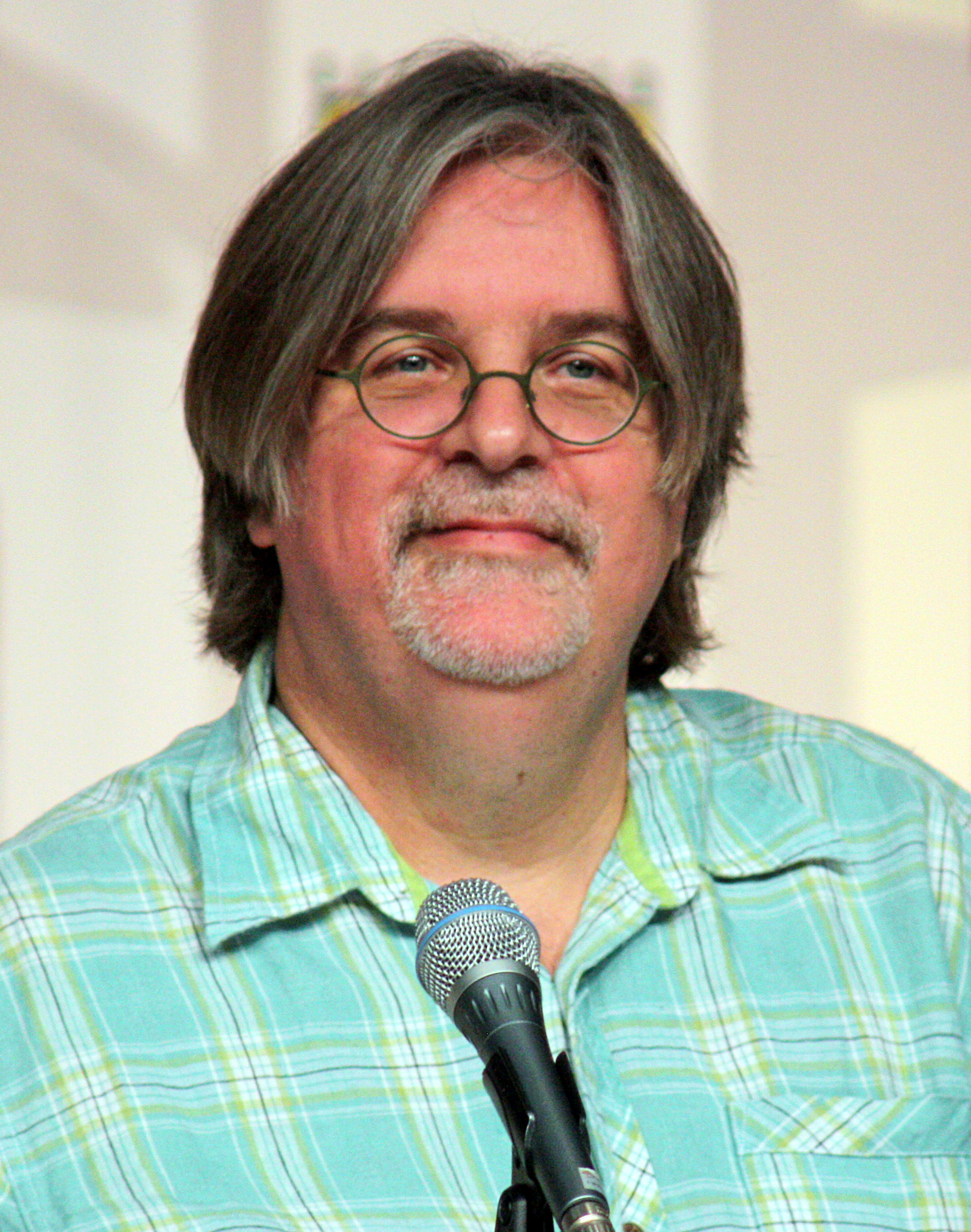
Matt Groening en 2009.

La famille Simpson apparaît pour la première fois sous forme de courts métrages diffusés par The Tracey Ullman Show à partir du 19 avril 1987. Matt Groening n'avait fait que de simples croquis des personnages, supposant qu'ils seraient affinés par la production. Cependant, les animateurs recopièrent ses dessins, ce qui donna une apparence grossière aux personnages des premiers épisodes. L'une des premières tâches de la société Klasky Csupo fut de créer les séquences animées pour The Tracey Ullman Show, qui conduisit au début des Simpson.
En 1989, un groupe de sociétés de production adapta Les Simpson pour en faire des épisodes d'une demi-heure, pour le réseau Fox. L'équipe était identique à celle de l'actuelle maison d'animation Klasky Csupo. Jim Brooks négocia une clause du contrat avec la Fox qui privait le réseau de tout droit de regard sur le contenu de la série. Matt Groening dit que son objectif, en créant la série, était d'offrir au public un autre choix à ce qu'il appelle « the mainstream trash » (c'est-à-dire la télévision à contenu nul ou presque qui jouit d'une cote d'écoute élevée). Le premier épisode d'une demi-heure, Noël mortel (Homer au nez rouge au Québec), un spécial Noël, a été diffusé le 17 décembre 1989. Une soirée d'enfer (Une soirée romantique au Québec), le premier épisode long, n'a été diffusé qu'en mai 1990, en tant que dernier épisode de la première saison, en raison de problèmes d'animation.
En 1992, Tracey Ullman déposa une plainte contre la Fox, affirmant que son émission était à l'origine de la série à succès. La plaignante réclamait une part des bénéfices des Simpson, plainte rejetée par les tribunaux.

## Production

### Producteurs délégués
Liste des show runners au cours de l'histoire des Simpson :
- Saison 1 – 2 : Matt Groening, James L. Brooks et Sam Simon
- Saison 3 – 4 : Al Jean et Mike Reiss
- Saison 5 – 6 : David Mirkin
- Saison 7 – 8 : Bill Oakley et Josh Weinstein
- Saison 9 – 12 : Mike Scully
- Saison 13 –31 : Al Jean
- Saison 32 – aujourd'hui : Al Jean et Matt Selman

Matt Groening et James L. Brooks ont été producteurs délégués de la série au cours de son histoire mais aussi consultants créatifs. Sam Simon, qui a œuvré comme directeur de création pour les quatre premières saisons, a aussi reçu un rôle de producteur délégué, même s'il n'a pas travaillé sur l'émission depuis 1993.
Un des postes les plus importants au sein de la série est le show runner, qui agit à titre de scénariste en chef et qui gère la production de la série pour toute la saison.

### Scénaristes

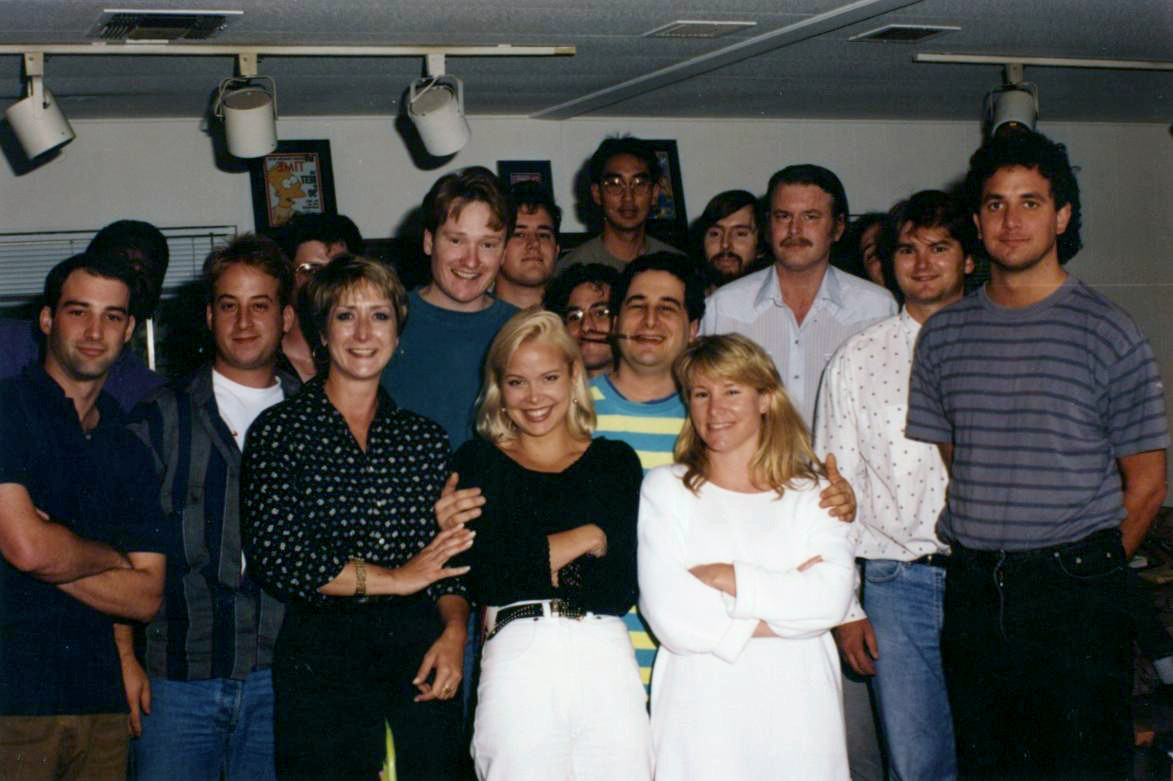
Groupe de scénaristes de la série en 1992.

L'équipe de rédaction des Simpson se compose de seize scénaristes qui proposent des idées d'épisodes au début de chaque mois de décembre. Le scénariste principal de chaque épisode écrit la première ébauche. Les sessions de l'équipe de rédaction ajoutent ensuite des blagues, en enlèvent, insèrent des scènes et font relire le script aux personnes chargées des voix des personnages. Jusqu'en 2004, le superviseur de ces sessions était George Meyer, la personne qui développait la série depuis la saison 1. D'après le scénariste de longue date Jon Vitti, George Meyer inventait habituellement les grandes lignes d'un épisode, même s'il mobilisait d'autres scénaristes.
Chaque épisode demandant six mois de production, la série commente rarement les événements récents. Les équipes de production utilisent alors les messages écrits par Bart sur le tableau noir lors du générique pour commenter l'actualité récente, comme lors de la mort de Marcia Wallace qui interprétait Edna Krapabelle dans la version originale. Cependant, certains épisodes font mention d'événements prévus, comme les Jeux olympiques ou le Super Bowl.
Au générique de soixante épisodes, John Swartzwelder est le scénariste le plus prolifique du personnel des Simpson. L'un des anciens scénaristes les plus connus est Conan O'Brien, qui contribua à plusieurs épisodes au début des années 1990, avant de remplacer David Letterman à l'animation du talk-show Late Night. L'humoriste britannique Ricky Gervais a écrit l'histoire d’Échange d'épouses (J’aime ta femme au Québec), devenant la première célébrité à la fois scénariste et invitée d'un épisode. Seth Rogen et Evan Goldberg, les scénaristes du film SuperGrave, ont fait de même avec un épisode dans lequel le premier prête sa voix à un personnage,.
À la fin de 2007, les scénaristes des Simpson firent grève au sein du syndicat Writers Guild of America, East. Ils avaient intégré celui-ci en 1998.

## Distribution

### Acteurs principaux et secondaires
|                                                          | Voix originale                                                                                    | Voix française | Voix québécoise |
| Famille Simpson                                          | Famille Simpson                                                                                   | Famille Simpson | Famille Simpson |
| -------------------------------------------------------- | ------------------------------------------------------------------------------------------------- | --- | --- |
| Homer J. Simpson                                         | Dan Castellaneta                                                                                  | Philippe Peythieu | Thiéry Dubé (depuis la saison 28) Hubert Gagnon (saisons 1 à 27)                                                          |
| Marge Simpson                                            | Julie Kavner                                                                                      | Véronique Augereau | Chantal Baril (depuis la saison 33, épisode 11) Béatrice Picard (saisons 1 à 33) Johanne Léveillé (lorsque Marge chante)  |
| Bart Simpson                                             | Nancy Cartwright                                                                                  | Nathalie Bienaimé (saison 21 ép. 16 à 23 puis depuis la saison 23) Joëlle Guigui (saisons 1 à 22) | Johanne Léveillé |
| Lisa Simpson                                             | Yeardley Smith                                                                                    | Aurélia Bruno Chantal Macé (saison 7 ép. 7, 8, 11, 12 et 13) | Lisette Dufour |
| Maggie Simpson                                           | Nancy Cartwright James Earl Jones Elizabeth Taylor Jodie Foster                                   | Aurélia Bruno | Lisette Dufour |
| Abraham Simpson                                          | Dan Castellaneta                                                                                  | Philippe Peythieu | Benoît Rousseau (depuis la saison 28) Hubert Gagnon (saisons 9 à 27) Jean-Louis Millette (jusqu'à la saison 9, épisode 7) |
| Mona Simpson                                             | Glenn Close (depuis la saison 7) Maggie Roswell (saisons 2 à 6) Tress MacNeille (saison 10 ep. 6) | Régine Teyssot | Louise Rémy |
| Patty Bouvier                                            | Julie Kavner                                                                                      | Véronique Augereau | Chantal Baril |
| Selma Bouvier                                            | Julie Kavner                                                                                      | Véronique Augereau | Chantal Baril Johanne Garneau                                                                                             |
| Jackie Bouvier                                           | Julie Kavner                                                                                      | Véronique Augereau | Béatrice Picard |
| Personnages de Springfield proches des Simpson           |                                                                                                   | | |
| Ned Flanders                                             | Harry Shearer                                                                                     | Pierre Laurent (depuis la saison 10) Patrick Guillemin (saisons 1 à 9) Hervé Caradec (saison 4 ep. 5 à 12) Roland Timsit (saison 2 ep. 8)                                                                   | Bernard Fortin |
| Maude Flanders                                           | Maggie Roswell Marcia Mitzman Gaven                                                               | Régine Teyssot | Natalie Hamel-Roy |
| Rod Flanders                                             | Pamela Hayden                                                                                     | Régine Teyssot | Johanne Garneau |
| Todd Flanders                                            | Nancy Cartwright                                                                                  | Régine Teyssot | |
| Apu Nahasapeemapetilon                                   | Hank Azaria                                                                                       | Pierre Laurent (depuis la saison 10) Patrick Guillemin (saisons 1 à 9) | Alain Zouvi (depuis la saison 9, épisode 10) Jean-Louis Millette (jusqu'à la saison 9, épisode 7)                         |
| Manjula Nahasapeemapetilon                               | Jan Hooks Tress MacNeille                                                                         | Régine Teyssot | Natalie Hamel-Roy |
| Moe Szyslak                                              | Hank Azaria                                                                                       | Gilbert Lévy (depuis la saison 6) Michel Modo (saisons 4 à 5) Roland Timsit (saisons 1 à 4 et saison 8 ep. 3) Daniel Lafourcade (saison 8 ep. 9 à 10 et saison 9 ep. 4 à 6) Hervé Caradec (saison 2 ep. 14) | Louis-Philippe Dandenault (depuis la saison 30) Sébastien Dhavernas (saisons 18 à 29) Benoît Marleau (saisons 1 à 17)     |
| Barney Gumble                                            | Dan Castellaneta                                                                                  | Pierre Laurent (depuis la saison 10) Patrick Guillemin (saisons 1 à 9) Hervé Caradec (saison 4 ep. 5 à 12) Roland Timsit (saison 2 ep. 8)                                                                   | Yves Massicotte |
| Julius Hibbert                                           | Harry Shearer Kevin Michael Richardson (depuis la saison 32)                                      | Michel Modo Gérard Rinaldi Xavier Fagnon | Yves Massicotte |
| Bernice Hibbert                                          | Tress MacNeille                                                                                   | Régine Teyssot | Chantal Baril |
| Nick Riviera                                             | Hank Anzaria                                                                                      | Xavier Fagnon (depuis la saison 23) Gérard Rinaldi (saisons 20 à 22) Michel Modo (saisons 1 à 19) | Gilbert Lachance |
| Jeff Albertson (le vendeur de BD)                        | Hank Azaria                                                                                       | Pierre Laurent (depuis la saison 10) Patrick Guillemin (saisons 1 à 9) | Gilbert Lachance |
| Professeur Frink                                         | Hank Azaria                                                                                       | Gilbert Lévy (depuis la saison 5) Roland Timsit (saisons 1 à 4) | Gilbert Lachance |
| Révérend Lovejoy                                         | Harry Shearer                                                                                     | Pierre Laurent (depuis la saison 10) Patrick Guillemin (saisons 1 à 9) Marcel Guido (saison 2 ep. 6) | Bernard Fortin |
| Hélène Lovejoy                                           | Maggie Roswell Marcia Mitzman Gaven Tress MacNeille                                               | Régine Teyssot | Hélène Lasnier |
| Cletus Spuckler                                          | Hank Azaria                                                                                       | Gilbert Lévy | Pierre Auger (depuis la saison 10) Julien Bessette (saisons 5 à 9)                                                        |
| Jasper Beardley                                          | Harry Shearer                                                                                     | Xavier Fagnon (depuis la saison 23) Gérard Rinaldi (saisons 19 à 22) Michel Modo (saisons 1 à 19) | Pierre Auger (depuis la saison 10) Julien Bessette (saisons 1 à 9)                                                        |
| Hans Taupeman                                            | Dan Castellaneta                                                                                  | Michel Modo Gérard Rinaldi Xavier Fagnon | François Sasseville (depuis la saison 10) Julien Bessette (saisons 2 à 9)                                                 |
| Kirk van Houten                                          | Hank Azaria                                                                                       | Xavier Fagnon Gérard Rinaldi Michel Modo | Benoit Rousseau Éric Gaudry                                                                                               |
| Luann van Houten                                         | Maggie Roswell                                                                                    | Régine Teyssot | Hélène Lasnier |
| Agnès Skinner                                            | Tress MacNeille                                                                                   | Régine Teyssot | Johanne Garneau |
| Disco Stu                                                | Hank Azaria Phil Hartman                                                                          | Gilbert Lévy | Pierre Auger |
| Personnages liés à l'école élémentaire de Springfield    |                                                                                                   | | |
| Seymour Skinner                                          | Harry Shearer                                                                                     | Xavier Fagnon (depuis la saison 23) Gérard Rinaldi (saisons 19 à 22) Michel Modo (saisons 1 à 19) | Mario Desmarais Patrick Chouinard (saison 27)                                                                             |
| Edgar « Gary » Chalmers                                  | Hank Azaria                                                                                       | Pierre Laurent (depuis la saison 10) Patrick Guillemin (saisons 4 à 9) | Yves Massicotte |
| Edna Krapabelle                                          | Marcia Wallace                                                                                    | Régine Teyssot (depuis la saison 5) Martine Meiraghe (saisons 1 à 4, saison 5 ep. 19-20 et saison 6 ep. 21)                                                                                                 | Louise Rémy |
| Elizabeth Hoover                                         | Maggie Roswell Marcia Mitzman Gaven                                                               | Régine Teyssot | Natalie Hamel-Roy Marie-Andrée Corneille                                                                                  |
| Willie le jardinier                                      | Dan Castellaneta                                                                                  | Gilbert Lévy (depuis la saison 5) Michel Modo (saison 4) Roland Timsit (saisons 2 à 4) Hervé Caradec (saison 2 ep. 14)                                                                                      | Pierre Auger (depuis la saison 10) Julien Bessette (saisons 2 à 9)                                                        |
| Otto Bus                                                 | Harry Shearer                                                                                     | Philippe Peythieu | Patrick Chouinard (depuis la saison 19) Marc Labrèche (saisons 1 à 18)                                                    |
| Milhouse Van Houten                                      | Pamela Hayden                                                                                     | Aurélia Bruno Chantal Macé (saison 7) | Chantal Baril |
| Martin Prince                                            | Russi Taylor                                                                                      | Régine Teyssot | Natalie Hamel-Roy Flora Balzano                                                                                           |
| Nelson Muntz                                             | Nancy Cartwright                                                                                  | Régine Teyssot | Hugolin Chevrette (depuis la saison 8) Hélène Lasnier (saisons 1 à 7)                                                     |
| Jimbo Jones                                              | Tress MacNeille Pamela Hayden                                                                     | Nathalie Bienaimé (depuis la saison 23) Joëlle Guigui (saisons 1 à 22) Martine Meiraghe (saison 3 ep. 3) Daniel Lafourcade (saison 1 ep. 8)                                                                 | Martin Watier Joël Legendre                                                                                               |
| Dolph Starbeam                                           | Pamela Hayden Tress MacNeille                                                                     | Régine Teyssot | Martin Watier |
| Kearney Zzyzwicz                                         | Nancy Cartwright Pamela Hayden                                                                    | Régine Teyssot | François Sasseville |
| Janey Powell                                             | Pamela Hayden                                                                                     | Régine Teyssot | Hélène Lasnier |
| Wendell Borton                                           | Jo Ann Harris Pamela Hayden Nancy Cartwright Russi Taylor                                         | Régine Teyssot | Hélène Lasnier |
| Personnages liés à la centrale nucléaire de Springfield  |                                                                                                   | | |
| Charles Montgomery Burns                                 | Harry Shearer Christopher Collins (saison 1 ép. 1, 3 et 8)                                        | Xavier Fagnon (depuis la saison 23) Gérard Rinaldi (saisons 19 à 22) Michel Modo (saisons 1 à 19) | Benoit Rousseau (depuis la saison 29) Edgar Fruitier (saisons 1 à 28)                                                     |
| Waylon Smithers                                          | Harry Shearer                                                                                     | Pierre Laurent (depuis la saison 10) Patrick Guillemin (saisons 1 à 9) | Alain Zouvi (depuis la saison 9, épisode 8) Jean-Louis Millette (jusqu'à la saison 9, épisode 6)                          |
| Lenny Leonard                                            | Harry Shearer                                                                                     | Patrick Guillemin Gilbert Lévy Roland Timsit Daniel Lafourcade(saison 8 ep. 9 et 10 et saison 9 ep. 4 à 6)                                                                                                  | Benoît Rousseau |
| Carl Carlson                                             | Alex Désert (depuis la saison 32) Hank Azaria (saisons 1 à 31)                                    | Pierre Laurent (depuis la saison 10) Patrick Guillemin (saisons 1 à 9) | Gilbert Lachance Joël Legendre                                                                                            |
| Personnages liés à la justice et au crime à Springfield  |                                                                                                   | | |
| Joe Quimby                                               | Dan Castellaneta                                                                                  | Xavier Fagnon (depuis la saison 23) Gérard Rinaldi (saisons 19 à 22) Michel Modo (saisons 1 à 19) | Mario Desmarais Patrick Chouinard (saison 27)                                                                             |
| Clancy Wiggum                                            | Hank Azaria                                                                                       | Xavier Fagnon (depuis la saison 23) Gérard Rinaldi (saisons 19 à 22) Michel Modo (saisons 1 à 19) | Bernard Fortin |
| Lou                                                      | Hank Azaria                                                                                       | Pierre Laurent (depuis la saison 10) Patrick Guillemin (saisons 1 à 9) | Martin Watier |
| Le Serpent                                               | Hank Azaria                                                                                       | Pierre Laurent (depuis la saison 10) Patrick Guillemin (saisons 1 à 9) | Benoît Rousseau |
| Gros Tony                                                | Joe Mantegna                                                                                      | Xavier Fagnon (depuis la saison 23) Gérard Rinaldi (saisons 19 à 22) Michel Modo (saisons 3 à 19) | Benoît Rousseau (depuis la saison 24) Yves Massicotte (saisons 3 à 23)                                                    |
| Tahiti Bob                                               | Kelsey Grammer                                                                                    | Xavier Fagnon (depuis la saison 23) Gérard Rinaldi (depuis la saison 20 à 22) Michel Modo (saisons 1 à 19) Patrick Guillemin (saison 6 ep.5)                                                                | Guy Nadon (depuis la saison 12) Ronald France (saisons 3 à 8)Yves Corbeil (saison 1)                                      |
| Personnages liés aux programmes télévisés de Springfield |                                                                                                   | | |
| Kent Brockman                                            | Harry Shearer                                                                                     | Xavier Fagnon (depuis la saison 23) Gérard Rinaldi (saisons 20 à 22) Michel Modo (saisons 2 à 19) Patrick Guillemin (saisons 1 et 2)                                                                        | Sylvain Hétu (depuis la saison 18) Benoît Marleau (saisons 1 à 17)                                                        |
| Krusty le clown                                          | Dan Castellaneta                                                                                  | Xavier Fagnon (depuis la saison 23) Gérard Rinaldi (saisons 20 à 22) Michel Modo (saisons 1 à 19) | Gilbert Lachance (depuis la saison 19) Marc Labrèche (saisons 1 à 18)                                                     |
| Tahiti Mel                                               | Dan Castellaneta                                                                                  | Xavier Fagnon (depuis la saison 23) Michel Modo (saisons 1 à 19) Patrick Guillemin (saison 6 ep. 25 et saison 7 ep. 1)                                                                                      | François Sasseville |
| Troy McClure                                             | Phil Hartman                                                                                      | Pierre Laurent (depuis la saison 10) Patrick Guillemin (saisons 1 à 9) Hervé Caradec (saison 4 ep. 7 et 9)                                                                                                  | Benoît Rousseau |
| Rainier Wolfcastle                                       | Harry Shearer                                                                                     | Pierre Laurent (depuis la saison 10) Patrick Guillemin (saisons 2 à 9) | Martin Watier Benoît Rousseau Yves Massicotte                                                                             |
| Roger Meyers, Jr.                                        | Hank Azaria Alex Rocco                                                                            | Pierre Laurent Patrick Guillemin | Julien Bessette |

- Version française[46]
- Sociétés de doublage :
  - PM Productions (saisons 1 à 3)
  - L'Européenne de doublage (saisons 4 à 6)
  - SOFI (saisons 7 à 19)
  - Dubb4You (saisons 20-21)
  - Audiophase (saisons 22 à 28)
  - Cinéphase (depuis la saison 29)
- Direction artistique : Christian Dura (saisons 1 à 34) puis William Coryn (depuis la saison 35)
  - Conseiller artistique : Jenny Gérard assistée de Mathilde Monpays
- Adaptation des dialogues : Alain Cassard et Juliette Vigouroux (saisons 1 à 19) puis Régine Teyssot (saison 19), Christian Dura (saisons 19 à 34) puis William Coryn et Laetitia Coryn (depuis la saison 35)
- Enregistrement et mixage : Thierry Gault (saisons 22 à 28)

En juin 2020, la production décide de ne plus demander à des acteurs blancs d'interpréter les personnages de couleur. Cela fait suite au mouvement américain après la mort de George Floyd et vient en réponse de l’accusation de racisme qu’avait reçue la série l’année précédente, concernant le traitement du personnage d’Apu.

### Personnalités invitées
Depuis le début de la série, de nombreuses personnalités ont fait une apparition dans la série, que ce soit une apparition vocale (comme Michael Jackson dans Mon pote Michael Jackson), une apparition « en personnage jaune » (comme Lady Gaga dans l'épisode Lisa devient Gaga), ou encore une apparition « physique » (comme Katy Perry dans l'épisode La Bataille de Noël).
Parmi ces nombreuses personnalités, on peut citer :
- Michael Jackson dans Mon pote Michael Jackson (VF : Thierry Ragueneau - VQ : Sébastien Dhavernas)
- Fox Mulder dans Aux frontières du réel (VO : David Duchovny - VF : Georges Caudron)
- Dana Scully dans Aux frontières du réel (VO : Gillian Anderson - VF : Caroline Beaune)
- Adam West dans Monsieur Chasse-neige (VQ : Benoît Marleau)
- Mel Gibson dans Mel Gibson les cloches (VF : Jacques Frantz - VQ : Hubert Gagnon)
- Lady Gaga dans Lisa devient Gaga (VQ : Brigitte Boisjoli)
- Katy Perry dans La Bataille de Noël (VF : Joëlle Guigui)
- Kim Basinger dans Homer fait son cinéma (VF : Michèle Buzynski - VQ : Natalie Hamel-Roy)
- Alec Baldwin dans Homer fait son cinéma (VF : Bruno Choël - VQ : Pierre Auger)
- Gary Coleman dans Le Jouet qui tue (VF : Jackie Berger - VQ : Hugolin Chevrette)

### Adaptations
En France, l'adaptation des dialogues a été assurée par Juliette Vigouroux et Alain Cassard jusqu'à l’épisode 5 de la saison 19 et par Wendy Tramier sur quelques épisodes de la saison 16 puis par Régine Teyssot sur quelques épisodes de la saison 19, Christian Dura depuis la saison 19 jusqu'à la saison 34 et William Coryn et sa fille Laetitia depuis la saison 35.
La direction artistique est tenue par Christian Dura jusqu'à la saison 35, où William Coryn reprend la direction.
Selon Véronique Augereau, au MIPCOM 2009, Matt Groening a dit considérer la version française comme son interprétation favorite car elle a quelque chose de spécifique. Au fil des années, le doublage français de la série a subi bon nombre d'événements :
- Colette Veinhard, Daniel Lafourcade, Marie-Laure Beneston, Yves Barsacq, Renaud Marx, Martine Meirhaeghe, Éric Missoffe, Mario Santini, Serge Faliu, Hervé Caradec, Vincent Violette, Jean-Claude Sachot, et Pierre-François Pistorio faisaient de petites participations dans les premières saisons.
- Chantal Macé remplace Aurélia Bruno pour le doublage de Lisa Simpson de manière provisoire (épisodes 7, 8, 11, 12 et 13 de la saison 7) ;
- Pour la saison 10, Patrick Guillemin cède sa place à Pierre Laurent pour le doublage de Ned Flanders, du révérend Lovejoy, de Smithers, Carl, Lou… Patrick Guillemin meurt d'une crise cardiaque le 21 août 2011 ;
- À partir de 2001, la distribution française se limite à huit comédiens. Les personnages récurrents comme les invités sont exclusivement doublés par Pierre Laurent, Michel Modo (puis Gérard Rinaldi et Xavier Fagnon), Gilbert Lévy et Régine Teyssot ;
- Après avoir doublé les quinze premiers épisodes de la saison 19, Michel Modo meurt le 25 septembre 2008 des suites d'un cancer à l'âge de 71 ans. Gérard Rinaldi le remplace au pied levé pour les doublages de Krusty le clown, Charles Montgomery Burns, Seymour Skinner, Kent Brockman, le chef Wiggum… ;
- Au cours de la saison 21, Joëlle Guigui tombe malade et cède provisoirement (à partir de l'épisode 16) sa place à Nathalie Bienaimé pour le doublage de Bart Simpson. Nathalie Bienaimé remplace définitivement Joëlle Guigui à partir de la saison 23 ;
- Gérard Rinaldi meurt à son tour d'un cancer le 2 mars 2012 à l'âge de 69 ans, quelque temps après le doublage de la saison 22. Xavier Fagnon est choisi pour lui succéder à partir de la saison 23.
- Dans la saison 33, Georges Costa reprend la direction musicale. Jeanne Jérosme, Karine Costa, Barbara Tissier, Olivier Constantin, Guillaume Beaujolais, Erwan Piriou, Sophie Faguin, et Agnès Pat font partie des chœurs.

L'adaptation française prend parfois d'étranges libertés dans la traduction des répliques, en particulier par le remplacement de références culturelles par d'autres supposément plus familières pour le public francophone, le résultat pouvant au contraire obscurcir le trait d'humour associé à la référence d'origine ou en créer un nouveau nettement moins accessible, surtout auprès du jeune public, sans que cela puisse être justifié par des considérations de synchronisation labiale. Ainsi, dans l'épisode L'histoire apparemment sans fin, M. Burns révèle en version originale être né en Pangée, soit un supercontinent préhistorique (soulignant ainsi par hyperbole son très grand âge), référence relativement pointue mais que même un enfant peut comprendre pour peu qu'il soit curieux et/ou attentif à l'école ; alors qu'en version française il dit « Tanger », soit une ville du Maroc qui dans ce contexte n'évoque rien de particulier. Ou encore, dans l'épisode La peur de l'avion, Moe décide de bannir Homer de son bar, et de symboliquement retirer sa chanson préférée du juke-box ; en version originale, il s'agit de « It's raining men » des Weather Girls, une chanson ayant été suffisamment populaire dans les pays francophones pour que la référence soit saisie par la plupart des spectateurs (du moins lors de la diffusion initiale en 1994), et Moe fait un simple jeu de mots par allusion au titre en disant « Yeah, not no more it ain't » (soit : « Ouais bah non il n'en pleut plus ») ; dans l'adaptation française, ce titre est remplacé par « Love on the beat » de Serge Gainsbourg, une chanson aux rythmes dissonants évoquant sans ambiguïté un rapport sexuel, de ce fait probablement moins familière auprès du jeune public à l'époque, et dont le titre est du reste également en anglais, de manière à introduire un double jeu de mots mélangeant anglais et français, fort subtil dans l'absolu et a fortiori pour des enfants ou adolescents (et là encore avec de troublants sous-entendus sexuels) : [Homer] « Hein ! Love end the beat ! » [Moe, jetant le disque par la fenêtre] : « Love on the bitume, ouais ! ».
Au Québec, Benoît Rousseau, assisté de Johanne Léveillée (qui fait aussi la voix de Bart) adapte les dialogues. La direction artistique est assurée par Johanne Léveillée, assistée de Benoît Rousseau. C'est Gilbert Lachance qui a doublé Krusty le clown en québécois dans Les Simpson : le film. Ce dernier a d'ailleurs doublé Krusty à quelques reprises dans la série, en remplacement de Marc Labrèche. Le 3 octobre 2017, il est annoncé que Hubert Gagnon, la voix officielle d'Homer Simpson depuis le début de la série, doit prendre une pause pour des raisons de santé. C'est Thiéry Dubé qui est choisi pour lui succéder à partir de la saison 28. De plus, à la suite d'accusations d'attentats à la pudeur, Edgar Fruitier, qui double M. Burns, est remplacé par Benoît Rousseau. Selon Globalnews.ca, la version québécoise d’Homer Simpson par Hubert Gagnon serait la préférée de Matt Groening parmi les différentes interprétations internationales.

Acteurs principaux prêtant leur voix dans la version originale
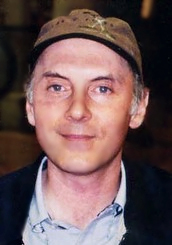
Dan Castellaneta : Homer, Abe, Krusty…
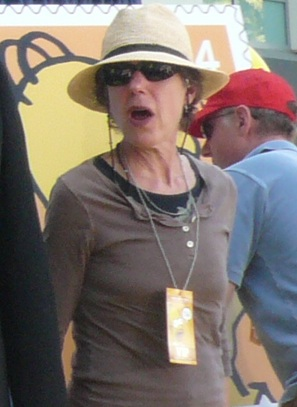
Julie Kavner : Marge, Patty et Selma…
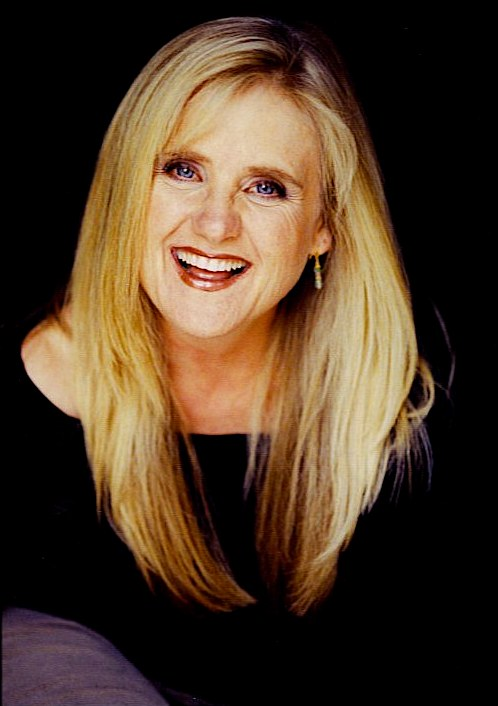
Nancy Cartwright : Bart, Nelson, Ralph…
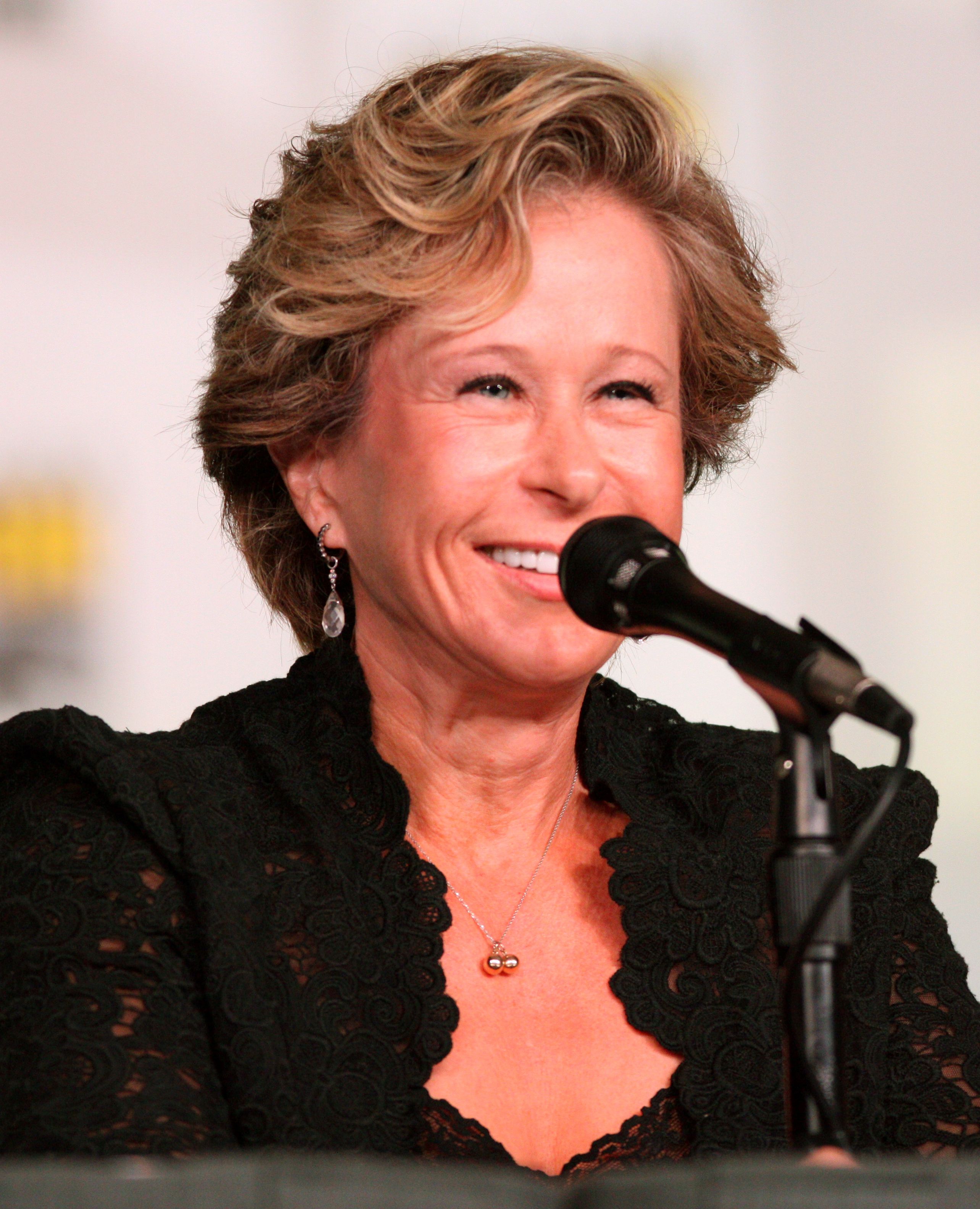
Yeardley Smith : Lisa
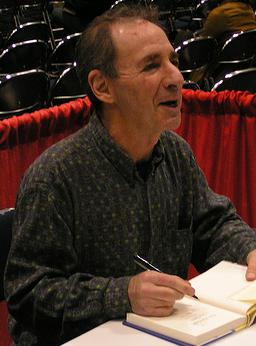
Harry Shearer : Ned, Burns, Skinner…

Comédiens prêtant leur voix dans les dernières saisons de la version française
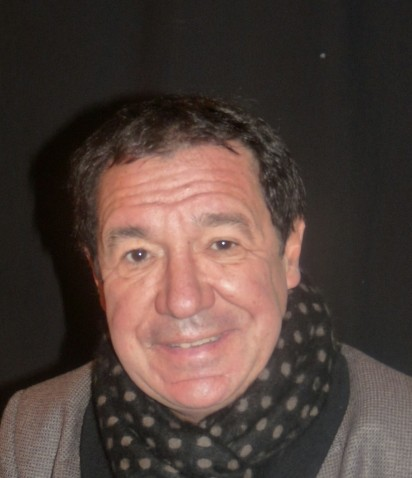
Philippe Peythieu : Homer, Abe, Otto…
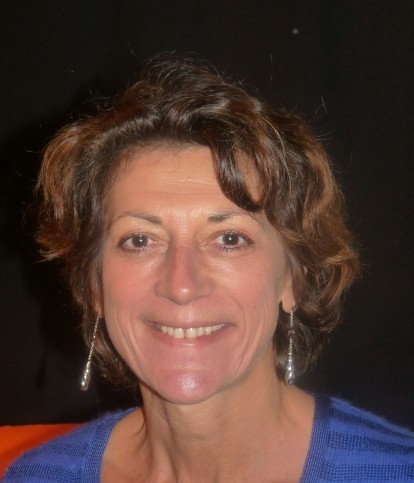
Véronique Augereau : Marge, Patty et Selma…
Nathalie Bienaimé : Bart, Jimbo Jones
Aurélia Bruno : Lisa, Milhouse
Pierre Laurent : Ned, Apu, Smithers…
Xavier Fagnon : Burns, Skinner, Krusty…
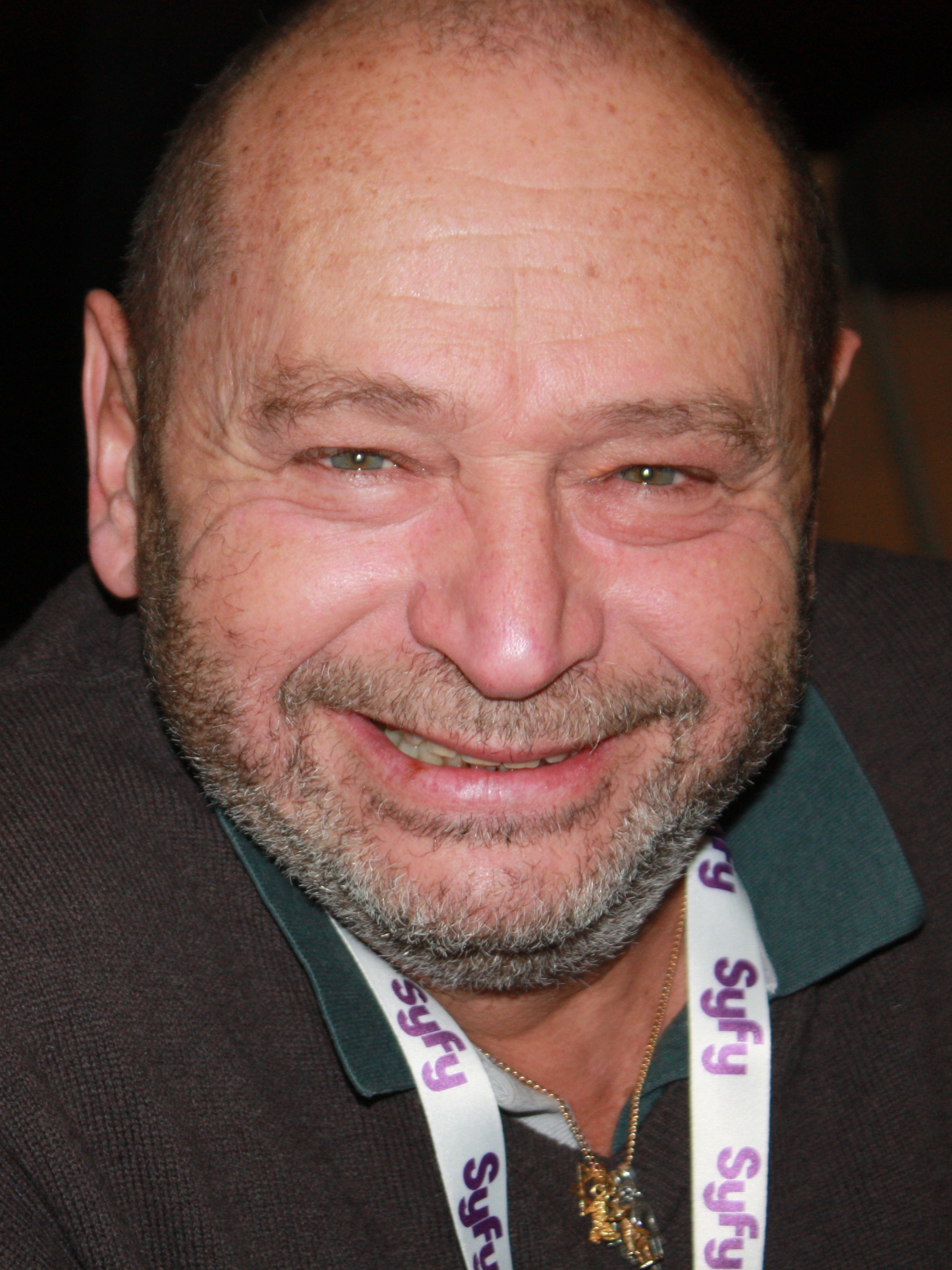
Gilbert Levy : Moe, Willie…
Régine Teyssot : Martin, Ralph…

### Animation
Plusieurs studios internationaux et américains sont chargés de l'animation des Simpson. Lorsque la série était diffusée sous forme de courts métrages dans le Tracey Ullman Show, elle était produite en interne par Klasky Csupo. Les débuts sous forme de série télévisée provoquant une augmentation du volume de travail, la Fox sous-traita alors la production à plusieurs studios situés en Corée du Sud. Il s'agit d'AKOM, d'Anivision, de Rough Draft Studios, de U.S. Animation Inc., et de Toonzone Entertainment. Les artistes du studio d'animation américain DPS Film Roman dessinent les storyboards, conçoivent les nouveaux personnages, décors, accessoires et l'agencement de l'arrière-plan. Le studio produit alors des animatics qu'il transmet aux scénaristes de Gracie Films pour contrôle avant que le travail ne soit expédié à l'étranger. Les studios étrangers font ensuite le tweening, apportent des modifications aux images, pour aboutir à une animation sur bande prête à être expédiée aux États-Unis à la Fox, trois à quatre mois plus tard.
Pour les trois premières saisons, Klasky Csupo anima Les Simpson aux États-Unis. En 1992, la société de production de la série, Gracie Films, a transféré la production nationale à DPS Film Roman, qui produit la série jusqu'en 2016.
La production en haute définition débuta à partir du dixième épisode de la saison 20 intitulé Prenez ma vie, je vous en prie. Il a été diffusé le 15 février 2009 avec un nouveau générique d'ouverture pour célébrer le passage à la haute définition. Matt Groening a qualifié le changement de complexe, car il affecte le minutage et la composition de l'animation.

## Pays visités

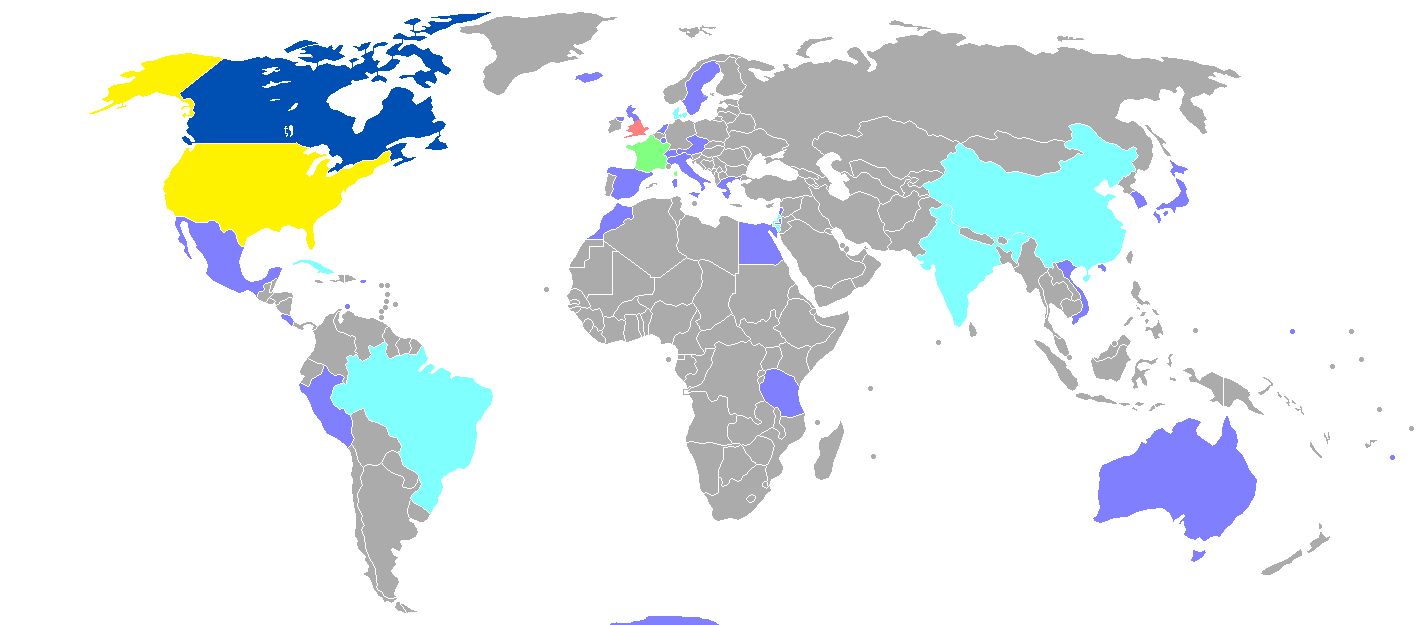
Carte des pays visités dans la série
Pays d'origine des Simpson
Pays visités une fois dans la série
Pays visités deux fois dans la série
Pays visité cinq fois dans la série
Pays visité sept fois dans la série
Pays visité onze fois dans la série

| Pays ou territoires visités | Épisode | Nombre de fois |
| --------------------------- | --- | -------------- |
| Angleterre                  | Le Mariage de Lisa, saison 6 (Lisa) Homer rentre dans la reine, saison 15 (la famille avec Abraham) En Marge de l'histoire, saison 15 Simpson Horror Show XV, saison 16 Histoires d'eau, saison 17 L'Amour à la springfieldienne, saison 19 Le Futur passé, saison 23 (Maggie)Simpson Horror Show XXV, saison 26 (A Clockwork Orange) Le Rest'oh social, saison 23 (Patty et Selma) | 8              |
| Antarctique                 | Un truc super à ne jamais refaire, saison 23 | 1              |
| Aruba                       | Maman de bar, saison 16 (Homer, Marge et Moe) | 1              |
| Australie                   | Bart contre l'Australie, saison 6 | 1              |
| Autriche                    | En Marge de l'histoire, saison 15 | 1              |
| Brésil                      | Aventures au Brésil, saison 13 (la famille sans Maggie) Joue pas les arbitres, saison 25 | 2              |
| Canada                      | La Passion selon Bart, saison 13 La Reine de l'orthographe, saison 14 Papy fait de la contrebande, saison 16 (Homer, Abraham, Apu, Ned et Burns) La Reine du balai, saison 21 T'oh Canada, saison 30 | 5              |
| Chine                       | Bébé Nem, saison 16 (la famille avec Selma) Homer le père, saison 22 (Homer) | 2              |
| Corée du Sud                | Sports d'E-quipe, saison 30 (la famille avec Milhouse, Nelson, Martin et Sophie) | 1              |
| Costa Rica                  | Vivre la pura vida, saison 31 | 1              |
| Cuba                        | Pour quelques milliards de plus, saison 9 (Homer, M. Burns et Smithers) Week-end dingue à La Havane, saison 28 (la famille avec Abraham) | 2              |
| Danemark                    | To Bart or not to Bart, saison 13 À la santé des Danois, saison 29 (la famille avec Abraham) | 2              |
| Écosse                      | L'amour ne s'achète pas, saison 10 (Homer, Willie, Frink et M. Burns) | 1              |
| Égypte                      | Les Simpson dans la Bible, saison 10 | 1              |
| Espagne                     | On ne vit qu'une fois, saison 25 (Homer) | 1              |
| France                      | L'Espion qui venait de chez moi, saison 1 (Bart) To Bart or not to Bart, saison 13 Le Drapeau… potin de Bart, saison 15 Maman de bar, saison 16 (Bart, Lisa et Maggie) La vengeance est un plat qui se mange trois fois, saison 18 Le diable s'habille en nada, saison 21 (Homer et Carl) Il était une fois à Springfield, saison 21 (Krusty et Pénélope) Ne mélangez pas les torchons et les essuie-bars, saison 23 Souvenirs de Paris, saison 27 Chantons sur la piste, saison 29 (Moe) Autoroute pour le paradis, saison 30 | 11             |
| Grèce                       | To Bart or not to Bart, saison 13 | 1              |
| Hong Kong                   | Faux permis, vrais ennuis, saison 7 (Bart) | 1              |
| Inde                        | Le Blues d'Apu, saison 5 (Homer et Apu) Notre Homer qui êtes un dieu, saison 17 | 2              |
| Iran                        | Ne mélangez pas les torchons et les essuie-bars, saison 23 | 1              |
| Irlande                     | Au nom du grand-père, saison 20 (la famille avec Abraham) | 1              |
| Islande                     | La Saga de Carl, saison 24 (Homer, Lenny, Carl et Moe) | 1              |
| Israël                      | Les Simpson dans la Bible, saison 10 La Plus Grande Histoire jamais ratée, saison 21 (la famille avec Ned) | 2              |
| Italie                      | Vendetta, saison 17 (la famille et Tahiti Bob sans elle) | 1              |
| Japon                       | Le Pire du Soleil-Levant, saison 10 | 1              |
| Maroc                       | Simpson Horror Show II, saison 3 | 1              |
| Mexique                     | Les Jolies Colonies de vacances, saison 4 | 1              |
| États fédérés de Micronésie | Missionnaire impossible, saison 11 (Homer) | 1              |
| Pays-Bas                    | Cours élémentaire musical, saison 22 (Homer, Bart et Krusty) | 1              |
| Pérou                       | Fiston perdu, saison 20 (la famille sans Bart) | 1              |
| Polynésie française         | Histoires d'eau, saison 17 | 1              |
| Porto Rico                  | La Guerre de l'art, saison 25 (Homer et Lisa) | 1              |
| Suède                       | Simpson Horror Show XIV, saison 15 | 1              |
| Suisse                      | Homer le clown, saison 6 (Krusty) | 1              |
| Tanzanie                    | Le Safari des Simpson, saison 12 | 1              |
| Vietnam                     | Le Principal principal, saison 9 (Seymour Skinner) | 1              |

## Personnages
Les Simpson forment une famille américaine typique. Homer, le père, travaille en tant que responsable de la sécurité à la centrale nucléaire de Springfield, un poste en contradiction avec son imprudence. Il est considéré comme bête, mais il s'avère que la cause de son idiotie est un crayon introduit dans son cerveau depuis son enfance. Obèse, il aime boire des bières devant sa télé. Il est marié à Marge, stéréotype de la mère au foyer américaine. C'est une femme fleur bleue mais attachante. Ils ont trois enfants : Bart, un fauteur de troubles de 10 ans ; Lisa, une surdouée de 8 ans à l'engagement politique précoce, et Maggie, un bébé qui communique en suçant une tétine, ainsi que le père d'Homer, Abraham, présenté comme un vieillard sénile et baveux.
Bien que les Simpson soient une famille à problèmes, plusieurs épisodes examinent leurs relations et montrent souvent qu'ils prennent soin les uns des autres. La famille possède un chien, Petit Papa Noël (Le P'tit Renne au nez rouge, au Québec), et un chat, Boule de Neige V, renommé « Boule de Neige II » dans l'épisode Robotflop. Ces deux animaux de compagnie ont eux-mêmes eu des rôles vedettes dans plusieurs épisodes. Malgré les indications du temps qui passe, comme les vacances, les fêtes ou les anniversaires, la mort de certains personnages ou des divorces, les personnages ne vieillissent jamais et ont l'apparence qu'ils avaient à la fin des années 1980.
La série comporte de nombreux personnages secondaires, comme les professeurs, les amis de la famille ou les célébrités locales. Certains sont associés à des endroits particuliers, comme Moe, le propriétaire du bar fréquenté par Homer, ou Lenny et Carl, qui travaillent à la centrale nucléaire. Au décès de l'actrice Marcia Wallace, le personnage qu'elle doublait, Edna Krapabelle, a été « mis à la retraite ». De même, à la suite du décès du comédien Phil Hartman, les personnages Troy McClure et Lionel Hutz disparurent de la série. Les créateurs ont initialement conçu plusieurs de ces personnages pour l'humour de la série ou pour remplir des fonctions spécifiques de la ville. Certains d'entre eux ont eu des rôles de plus en plus importants et, par la suite, ont même eu les rôles principaux de certains épisodes. D'après Matt Groening, la série a pris l'idée d'une large gamme de personnages secondaires de la série comique canadienne SCTV.

## Thèmes
La série Les Simpson, centrée sur une famille et sa vie dans une ville typiquement américaine reprend la dramaturgie d'une sitcom (comédie de situation, au Québec) dont les limites sont repoussées par l'animation. La ville est l'univers des personnages, là où ils sont confrontés aux problèmes posés par la société actuelle. Homer travaillant dans une centrale nucléaire, la série aborde les questions d'environnement. La scolarisation de Bart et Lisa à l'école élémentaire de Springfield permet aux scénaristes d'utiliser les controverses en matière d'éducation. La ville disposant d'un large éventail de chaînes de télévision, des émissions réservées aux enfants aux nouvelles locales, les auteurs peuvent se moquer de l'industrie du divertissement (eux-mêmes compris).
Plusieurs commentateurs pensent que la série est politiquement marquée à gauche. Al Jean a admis dans une interview que « Nous [la série] avons des tendances libérales ». Néanmoins, la satire n'épargne aucune case de l'échiquier politique. Le gouvernement et les grandes entreprises y sont des entités amorales qui exploitent les individus et aucune figure d'autorité (proviseur, patron, policier, etc.) ne vient racheter les abus (ou les faiblesses) de l'autre : dans Les Simpson, les politiciens sont corrompus, la police est incompétente et le clergé doute. En temps de crise, la famille se tourne souvent vers Dieu et la série a abordé la plupart des grandes religions. Politique et sectes sont également critiquées par l'apparition et la caricature de nombreux Présidents américains ou de chefs de sectes connues. Le comportement sexuel est souvent source de blagues dans la série, voire thème de certains épisodes, tout comme l'homosexualité qui est abordée dès les débuts de l'émission. Bien que les personnes homosexuelles soient parfois sources de gags, la série propose surtout des commentaires sur la façon dont cette partie de la population est traitée dans la société américaine. Elle est d'ailleurs la première série d'animation en début de soirée à dépeindre un baiser entre deux hommes, dans l’épisode Simpson et Delila diffusé en 1990.
Les Simpson ont souvent été comparés à des « devins », notamment depuis l'élection du président américain Donald Trump du 20 janvier 2017. En effet, dans un des épisodes datant de 2000, on peut voir Lisa Simpson dans le futur (alors présidente des États-Unis) évoquer Donald Trump en tant que son prédécesseur.

## Cadre
La série a lieu dans la ville américaine fictive de Springfield, sans aucune coordonnée géographique ni référence à un État américain qui permettrait de déterminer son emplacement. Les exégètes tentèrent de déterminer l'emplacement de la ville en tenant compte de ses caractéristiques, de sa géographie et des lieux situés à proximité. Face à de telles questions, ses concepteurs se montrèrent très évasifs. Les villes nommées « Springfield » sont très communes aux États-Unis, se signalant dans plus de la moitié des États. La géographie de la ville et de ses environs comprend des côtes, des déserts, de vastes terres agricoles, de hautes montagnes ou, plus simplement, tout ce que l'histoire de la série exige. Matt Groening a confié que Springfield partageait nombre de similitudes avec Portland, Oregon, la ville où il a grandi.

## Éléments récurrents

### Générique
La séquence d'ouverture des Simpson est une des caractéristiques les plus mémorables de la série. Presque tous les épisodes s'ouvrent par un zoom sur le titre Les Simpson, puis vers la ville de Springfield. Par la suite, on suit les membres de la famille rentrant à la maison simultanément, sans se saluer, afin de s'installer sur le canapé pour regarder la télévision. Le générique permet de cerner rapidement la personnalité et le caractère des personnages. Il a été créé par David Silverman, premier travail qu'il a effectué au début de la production de la série. La musique du générique a été composée par le musicien Danny Elfman en 1989, après que Matt Groening lui a commandé un morceau de style rétro. Pour Danny Elfman, ce morceau, dont la création demanda deux jours, est le plus populaire de sa carrière.
Dans ce générique original, trois points changent à chaque épisode : Bart écrit différentes phrases sur le tableau noir de l'école ayant rapport ou non avec l'épisode, Lisa joue des solos sur son saxophone et le gag du canapé varie très souvent. Le prix indiqué sur la caisse enregistreuse du supermarché est quant à lui de « 847,63 $ ».
Ce générique a quelquefois été modifié pour des occasions spéciales comme pour le premier épisode faisant suite au long métrage Les Simpson, le film. Le premier épisode de la dix-neuvième saison (Privé de jet privé) propose donc un générique inédit dans lequel on suit toujours Bart sur son skateboard à travers Springfield mais cette fois-ci dans une ville en reconstruction faisant apparaître les éléments et les personnages principaux du film, y compris Spider-Cochon qui est assis sur le divan familial. Le générique a également été modifié à Noël, pour le huitième épisode de la vingtième saison (Burns est piqué), où il a été entièrement redessiné sous la neige et le thème de Noël, le même générique neigeux ayant été dessiné auparavant pour l'épisode 9 de la dix-huitième saison (Kill Gill, volumes 1 et 2). On peut retrouver de plus ce générique dans l'épisode 14 de la saison 26 (Taxi Girl) sous une forme 8-bit.

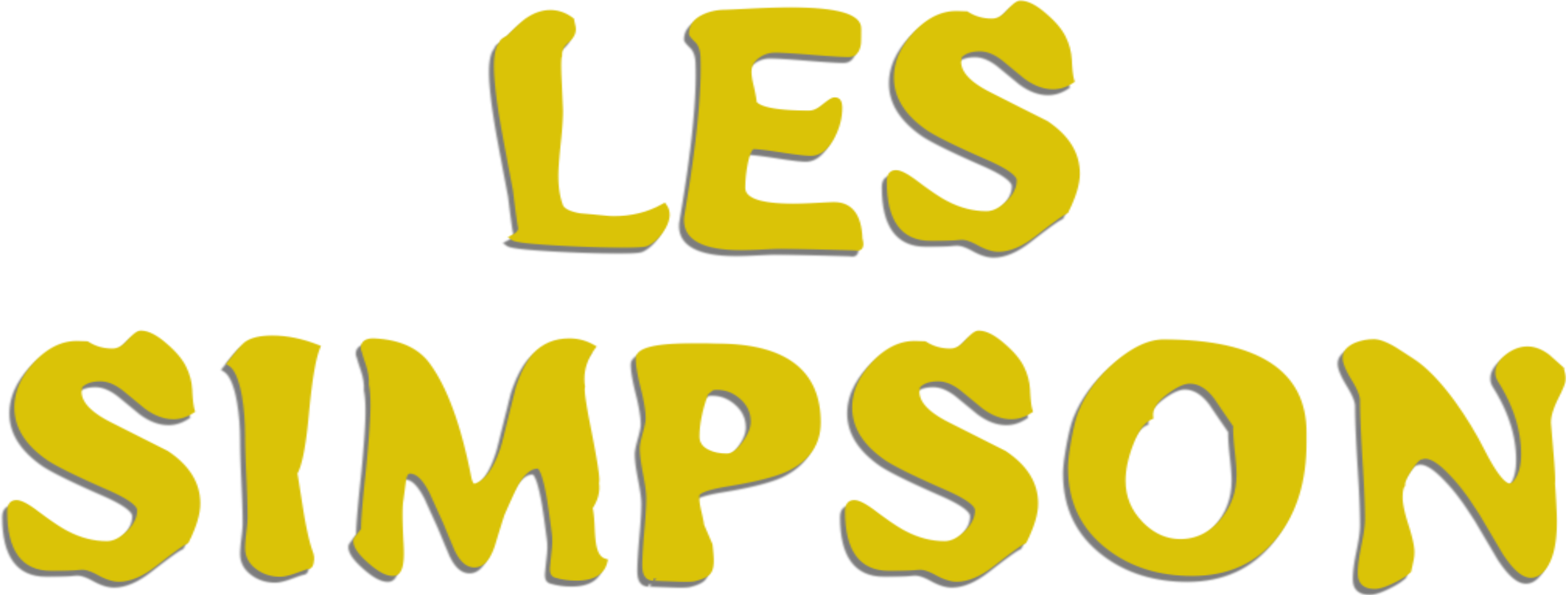
Logo dans la version française du générique depuis la saison 21.

Cependant, après 20 saisons, le générique de départ est remplacé dans le dixième épisode de la vingtième saison intitulé Prenez ma vie, je vous en prie. Ainsi, le 15 février 2009, ce nouveau générique est diffusé en 720p HD pour accompagner le passage à la haute définition.
Il reprend les caractéristiques du précédent avec deux nouvelles variables à chaque épisode : un personnage ou un objet, avec quelquefois des messages ou des références à l'actualité, apparaît devant le titre Les Simpson (Otto avec son bus, Frink sur un vélo volant, le vaisseau de Futurama, Kodos avec le message Vote Kodos - Make the universe great again ou encore des messages pour la nouvelle année ou la Saint-Valentin) et le panneau lors de la vue plongeante sur l'école montre à chaque fois une nouvelle pub. La caisse enregistreuse affiche maintenant 486,52 $ après le passage des courses et de Maggie. Par ailleurs, Lisa peut occasionnellement jouer d'un autre instrument que son saxophone, que ce soit d'une harpe, d'un violon ou encore d'un thérémine. Enfin, de nombreux détails et personnages ont été ajoutés.
Ce générique offre cependant de nombreuses possibilités de détournement. Ainsi, on peut observer à Halloween, lors de certains épisodes Horror Show, un ciel orageux et une ville apocalyptique dans laquelle se trouve de nombreux zombies et monstres (saison 25). À Noël, depuis la saison 25, le générique montre une ville placée sous la neige où Jebediah Springfield est remplacé par un sapin de Noël, tous les personnages sont habillés en costume de Noël et où Homer conduit une moto-neige et Marge un traîneau tiré par des Petit Papa Noël poursuivis par M. Burns déguisé en Dame Blanche.
Il peut également être modifié pour obtenir des gags du canapé originaux. Ainsi, dans l'épisode 20 de la saison 21 nommé L'Œil sur la ville, le générique est remplacé par les habitants de Springfield représentant les paroles de la chanson Tik Tok de Kesha. Dans l'épisode 17 de la saison 25 (Luca$), Springfield est remplacée en ville Minecraft. Dans l'épisode 8 de la saison 28 (La Paternité), on assiste à un retournement de situation par rapport au générique traditionnel : le skateboard de Bart se fait casser par Barney, Homer meurt étouffé en avalant la barre de carbone inerte, Lisa s'écroule au sol et se fait assommer par son saxophone, et Maggie et Marge meurent noyées après que Maggie ait conduit la voiture dans un lac. Cela conduit à un gag du canapé où Bart se retrouve seul.

#### Tableau noir de l'école
Dans le générique de la plupart des épisodes des Simpson, on peut apercevoir Bart devant réaliser une punition à l'école élémentaire de Springfield. Cette punition se matérialise par des phrases qu'il doit recopier sur un tableau noir.
Ces phrases changent à chaque épisode et ont pour but de faire rire le téléspectateur. Cependant, ces phrases étant relativement simples à être réalisées, elles peuvent être modifiées par les équipes de production peu de temps avant la diffusion de l'épisode concerné afin de réagir à une actualité récente.
Ainsi, la phrase de l'épisode Homer l'hérétique (saison 4 - épisode 3) a été modifiée avant sa diffusion afin de s'excuser à la suite d'une polémique intervenue avec une chanson de l'épisode Un tramway nommé Marge (saison 4 - épisode 2). Le troisième épisode de la saison 25 (Quatre regrets et un enterrement) a également eu une phrase modifiée quelques jours avant sa diffusion afin de rendre hommage à Marcia Wallace, interprète originale d'Edna Krapabelle, décédée quelques jours plus tôt.

#### Gags du canapé
Les gags du canapé sont les séquences qui ferment la séquence d'introduction de la série. Il s'agit d'une séquence incontournable présente dans une très grande partie des épisodes de la série.
Cependant, à la suite de problèmes d'inspirations pour en créer des nouveaux, les producteurs ont décidé de demander l'aide du public pour créer certains gags.

### Épisodes spéciaux d'Halloween
L'épisode spécial d'Halloween (le Horror Show) est devenu une tradition annuelle. L'action délaisse alors son cadre habituel pour ceux du fantastique, de l'horreur ou de la science-fiction, dont les classiques sont ainsi souvent parodiés.
Le Simpson Horror Show (en France) ou Spécial d’Halloween (au Québec) a été diffusé pour la première fois en 1990 au cours de la saison 2. Son format n'a jamais varié : trois histoires courtes dans le temps d'un épisode ordinaire.
Bien que conçu pour Halloween, le Horror Show aura vu, ces dernières années, certains épisodes diffusés après, en raison d'un contrat liant la FOX à la Série mondiale de la Ligue majeure de baseball.

### Humour

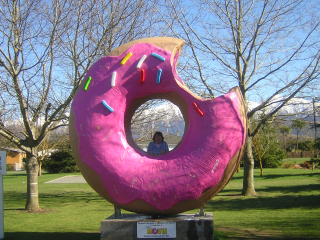
Un donut géant à Springfield, en Nouvelle-Zélande.

L'humour se nourrit de références culturelles, dont la grande variété permet à la série de toucher le plus large public. Celles-ci appartiennent souvent aux univers du cinéma, de la télévision, de la musique, de la littérature, de la science ou de l'histoire. Les animateurs ajoutent régulièrement blagues et autres gags visuels au second plan via des bouts de texte humoristique ou absurde sur des panneaux, des journaux, etc.. Souvent, le public ne repère pas ces gags à la première diffusion de l'épisode.
La série utilise les « tics de langage » et beaucoup de personnages en ont au moins un chacun, comme le célèbre « D'oh! » d'abattement d'Homer Simpson, l'« Excellent… » de Charles Montgomery Burns ou encore le « Ha-ha ! » moqueur de Nelson Muntz. Ceux de Bart, tels que « ¡Ay, caramba! », « ¡No problemo! » et « Va te faire shampooiner ! » en France ; (« Mange de la crotte » au Québec ; « Eat my shorts » en version originale), ont été imprimés sur tee-shirt aux débuts de la série. Cependant, Bart a rarement utilisé ces deux dernières phrases après qu'elles sont devenues populaires. L'épisode Bart devient célèbre tourne même en ridicule l'humour fondé sur de telles répétitions.

### Couleur des personnages
Deux explications sont avancées pour répondre à la question « pourquoi les Simpson sont-ils jaunes ? » La première provient de David Silverman qui la donna dans une interview en 1998. D'après lui, si les Simpson sont jaunes, c'est pour que les cheveux blonds de Lisa, Bart et Maggie soient confondus avec leur visage, ce qui était souhaité car le front de Bart était très haut. La deuxième explication fait valoir que la couleur jaune attire l'attention des téléspectateurs et leur permet d'identifier rapidement la série, comme les minifig Lego apparus en 1975.
Une autre explication, qui ne fait pas forcément la fierté des responsables mais qui est la plus vraisemblable, provient d'un problème d'étalonnage de la couleur lors d'une des premières diffusions. En effet, on peut remarquer que, depuis le début de la série, plusieurs couleurs peuvent paraître incongrues. Au-delà des personnages jaunes, on remarque des murs violet vif, parfois un ciel mauve, des sols verts, etc. Il s'agit d'une erreur d'étalonnage des couleurs lors de la première diffusion sous forme de mini-épisode dans The Tracey Ullman Show. Étant une diffusion intégrée dans un talk show et considérant la durée de l'épisode (quelques minutes), l'erreur d'étalonnage des couleurs n'a pu être anticipée et a perduré pendant toute la diffusion. Malgré la colère générale qui s'est ensuivie, l'équipe de production et Matt Groening ont trouvé que le mélange des couleurs n'était finalement pas si mauvais et venait ajouter à l'originalité de la série. Le réglage a été conservé pendant toute la diffusion durant The Tracey Ullman Show et les créateurs ont choisi de produire la série avec ces couleurs pour le format actuel en épisode d'une trentaine de minutes.

## Diffusion

### Dans les pays francophones

#### France
La série débute en France le 15 décembre 1990 à 19 h 5 sur Canal+. Dans les années 1990, Canal+ diffuse les épisodes inédits en clair tous les samedis vers 18 h 30 et ensuite vers 20 h 10,. Dans les années 2000, la chaîne diffuse les saisons inédites en clair du lundi au vendredi vers 18 h 30, avec des rediffusions en crypté à d'autres horaires.
Par ailleurs, la série est aussi rediffusée sur France 3, à partir du 10 janvier 1993 sur le bloc Les Minikeums avec les saisons 1 et 2 chaque dimanche à 17 h 30 jusqu'au 29 août 1993, puis du 30 juillet au 3 septembre 1994 du lundi au samedi à 20 h 5. La saison 3 est diffusée sur la chaîne en 1995 tous les jours à 9 h 50. Le programme cesse d'être diffusé sur France 3 en 1996.
À partir du 2 janvier 2006, la chaîne W9 diffuse la série. Les épisodes sont diffusés tous les jours, notamment en avant-soirée (access prime time), par exemple vers 19 h 45 et 20 h 10, et des épisodes en fin de matinée, par exemple les week-ends à partir de 11 h 30,. En 2012, jusqu'à un million de téléspectateurs regardent la série sur cette chaîne. W9 diffusera la série jusqu'au 5 décembre 2020. Canal+, la première chaîne à avoir acheté la série, gardera l'exclusivité des épisodes inédits jusqu'en 2012, et continuera des rediffusions jusqu'en 2016.
La série est aussi rediffusée sur la chaîne M6 entre 2007 et 2008, principalement dans la case 19 heures-20 heures. La chaîne payante Canal+ Family diffuse également la série entre 2008 et 2017, à des horaires divers, notamment en avant-soirée.
À partir de l'été 2017, la chaîne 6ter diffuse la série, principalement de façon hebdomadaire en début de soirée tous les vendredis et parfois les samedis. En 2021, les audiences sur 6ter sont faibles.
La série a été également rediffusée sur les bouquets de télévision payants : sur la chaîne Série Club tous les jeudis en début de soirée, du 15 juillet 2019 au 29 décembre 2022. Et sur la chaîne MCM, reprise en 2019 par le Groupe M6 qui dispose des droits de diffusion de la série depuis 2006, la chaîne a diffusé la série du lundi au vendredi à 19 h 20 et 21 h 5 et le samedi à 11 heures entre le 31 mai 2021 et fin décembre 2022.
Depuis janvier 2023, la série n'est plus diffusée en télévision linéaire.

#### Belgique
En Belgique, la série est diffusée pour la première fois le 26 janvier 1991 sur Canal+ Belgique, elle est ensuite diffusée de 1992 à 1995 sur RTL-TVI[réf. souhaitée], puis de 1995 à 2016 sur Club RTL. La série est supprimée de la grille horaire le 1er février 2016 après plus de vingt ans de diffusion, et est reprise par la chaîne Plug RTL entre mars et juillet 2016,,. La série est diffusée depuis le 7 septembre 2020 sur Tipik de la RTBF. Plug RTL rediffuse à nouveau la série depuis le 9 janvier 2023, et ce dès la première saison.
Côté flamand, VTM 2 et VTM 3 diffusent la série.

#### Suisse
En Suisse, la série a été diffusée sur la Télévision suisse romande, de 1992 à 1997 puis TSR 1, ou encore RTS Un, depuis 1997. Ensuite sur TSR2, jusqu'en 2002. La diffusion a été ensuite interrompue pendant sept ans puis a repris en 2009, toujours sur TSR2 (renommée RTS Deux en 2012), depuis la saison 1. Les saisons sont diffusées l'une après l'autre, dans l'ordre, sans rediffusion des saisons précédentes, au rythme d'une à trois saisons par an. En 2012, la saison 13 est diffusée pour la première fois, dix ans après la saison 12. Depuis, RTS 2 rattrape progressivement son retard, elle diffuse actuellement[Quand ?] jusqu'à la saison 32. Il faut cependant noter que les chaînes françaises qui ont diffusées la série sont aussi accessibles en Suisse.

#### Luxembourg
Au Luxembourg, la série a été diffusée en français de 1991 à fin 1994 sur RTL TV. Depuis le 18 septembre 2011, elle est diffusée en luxembourgeois sur RTL Télé Lëtzebuerg et RTL Zwee sous le nom D'Simpsons,.

#### Canada
Au Québec, la série est d'abord présentée sur Super Écran à partir du 15 février 1991,, puis rediffusée en clair à partir du 7 septembre 1991 sur TQS (devenue V et ensuite Noovo). Cependant, pour des raisons financières, elle passe sur Télétoon en septembre 2004, soit à partir de la treizième saison. Des rediffusions des plus anciennes saisons sont toujours rediffusées sur Noovo. Pour le marché québécois anglophone, la station CFCF (affiliée au réseau CTV) diffusait les nouveaux épisodes de la série jusqu'au relancement de la station CKMI sous l'affiliation au réseau Global à l'automne 1997. La série passe au réseau Citytv à l'automne 2018 jusqu'au printemps 2021, et rediffusée sur The Comedy Network/CTV Comedy Channel et en 2019 sur Much et FX Canada.

#### Maroc
Au Maroc, la diffusion était assurée par 2M.

### Dans le monde
| Pays/région            | Langue                                                  | VO                        | Depuis | Chaînes |
| ---------------------- | ------------------------------------------------------- | ------------------------- | ------ | --- |
| Afrique du Sud         | Anglais                                                 | Oui                       | ?      | M-Net |
| Albanie                | Anglais (sous-titré en albanais)                        | Oui                       | 2005   | Junior TV |
| Allemagne              | Allemand                                                | Non                       | 1991   | Premiere (1991-1993) ZDF (1991-1994) ProSieben (depuis 1994) Fox Kids Allemagne (2004-2005) Jetix Allemagne (2005-2006) Sat.1 Comedy (2006-2010)                     |
| Argentine              | Espagnol                                                | Non                       | 1990   | Telefe |
| Australie              | Anglais                                                 | Oui                       | 1991   | Network Ten FOX8 |
| Autriche               | Allemand                                                | Non                       | 2003   | ORF eins |
| Belgique               | Français                                                | Non                       | 1991   | Canal+ Belgique (1991-1992) RTL TV au Luxembourg (1991-1994) RTL-TVI (1992-1995) Club RTL (1995-2016) Plug RTL (2016/depuis 2023) Tipik (depuis le 7 septembre 2020) |
| Belgique               | Néerlandais                                             | Oui                       | 1991   | RTL 4 (1991-1992) TVTWEE (1993) VIER 2BE (depuis 2012) |
| Bolivie                | Espagnol                                                | Non                       | 1999   | Unitel |
| Brésil                 | Portugais                                               | Non                       | 1991   | SBT Rede Globo FOX Brésil |
| Canada                 | Anglais                                                 | Oui                       | ?      | Global Television Network CBC CFCF The Comedy Network/CTV Comedy Channel Much FX Canada                                                                              |
| Canada                 | Français québécois                                      | Non                       | 1990   | Noovo Télétoon |
| Chili                  | Espagnol                                                | Non                       | 1991   | Canal 13 |
| Colombie               | Espagnol                                                | Non                       | ?      | Caracol TV |
| Corée du Sud           | Anglais (sous-titré en coréen)                          | Oui                       | ?      | EBS Star World |
| Costa Rica             | Espagnol                                                | Non                       | ?      | Repretel |
| Croatie                | Anglais (sous-titré en croate) Croate (film)            | Oui                       | ?      | HRT2 |
| République tchèque     | Tchèque                                                 | ?                         | 1993   | ČT1 ČT2 Prima Cool |
| République dominicaine | Espagnol                                                | Non                       | ?      | Antena Latina Telesistema 11 |
| Équateur               | Espagnol                                                | Non                       | ?      | Ecuavisa Teleamazonas |
| Espagne                | Espagnol                                                | Non                       | 1990   | Canal+ Espagne (1990) TVE 1 (1991) TVE 2 (1991-1994) Antena 3 (1994-2018) Fox España (depuis 2001) Neox (depuis 2005) Disney+ (depuis 2020)                          |
| Espagne                | Catalan                                                 | Non                       | 1991   | TVE 2 (1991-1994) Antena 3 (1995) |
| Finlande               | Anglais (sous-titré en finnois)                         | Oui                       | 1991   | Kolmoskanava (1991-1992) MTV3 (depuis 1993) |
| France                 | Français                                                | Non                       | 1990   | Canal+ (1990-2016) France 3 (1993-1995) W9 (2006-2020) M6 (2007-2008) Canal+ Family (2007-2017) 6ter (2017-2022) Série Club (2019-2022) MCM (2021-2022)              |
| Hongrie                | Hongrois                                                | Non                       | 1998   | TV3 Viasat 3 Viasat 6 Comedy Central Magyarország FOX Magyarország Humor+                                                                                            |
| Islande                | Anglais Islandais (épisode 400 et film)                 | Oui                       | ?      | Stöð 2 |
| Irlande                | Anglais                                                 | Oui                       | 1990   | RTÉ Two TG4 Sky One (depuis 1990) |
| Israël                 | Anglais (sous-titré en hébreu) Hébreu (film)            | Oui                       | ?      | IBA Arutz 1, Star World |
| Italie                 | Italien                                                 | Non                       | 1991   | Canale 5 (1991-1996) Italia 1 (depuis 1997) Fox Italia (2003-2014) Fox Animation (2014-2019)                                                                         |
| Japon                  | Japonais (saisons 1 à 14) Anglais (depuis la saison 15) | Oui (depuis la saison 15) | 1992   | WOWOW Fox TVK TeNY |
| Luxembourg             | Français (1991-1994) Luxembourgeois (depuis 2011)       | Non                       | 1991   | RTL TV (1991-1994) RTL Télé Lëtzebuerg (depuis 2011) RTL Zwee (depuis 2011)                                                                                          |
| Maroc                  | Français                                                | Non                       | 1998   | 2M |
| Mexique                | Espagnol                                                | Non                       | ?      | TV Azteca FOX Latinoamérica |
| Nouvelle-Zélande       | Anglais                                                 | Oui                       | ?      | TV3 |
| Nicaragua              | Espagnol                                                | Non                       | ?      | Canal 10 |
| Panama                 | Espagnol                                                | Non                       | ?      | TVN2 |
| Paraguay               | Espagnol                                                | Non                       | ?      | Telefuturo |
| Pays-Bas               | Anglais (sous-titré en néerlandais) Néerlandais (film)  | Oui                       | 1991   | Nederland 3 (1991-1993) RTL 4 (depuis 1991) |
| Philippines            | Anglais                                                 | Oui                       | ?      | Jack TV Cartoon Network Philippines |
| Pologne                | Polonais (saisons 1 à 3 et film) Anglais                | Oui (sur FOX)             | 1990   | TVP Katowice (1990-1991) TVP1 (1993-1995) Fox Kids Pologne (1999-2003) Canal+ Pologne (2007-2010) TV Puls (2008) FOX Pologne (depuis 2010)                           |
| Pérou                  | Espagnol                                                | Non                       | ?      | Frecuencia Latina |
| Portugal               | Anglais (sous-titré en portugais) Portugais (film)      | Oui                       | 1991   | RTP1 RTP2 RTP Açores RTP Madeira FOX Portugal Fox Comedy Portugal |
| Russie                 | Russe                                                   | Oui                       | 1997   | REN (1997-2009) 2х2 (depuis 2007) |
| Serbie                 | Anglais                                                 | Oui                       | ?      | PINK |
| Suède                  | Anglais                                                 | Oui                       | ?      | TV3 TV6 |
| Slovaquie              | Tchèque                                                 | ?                         | 2004   | Slovenská televízia (STV) JOJ JOJ Plus |
| Suisse                 | Français                                                | Non                       | 1992   | RTS Un RTS Deux M6 W9 6ter |
| Turquie                | Turque                                                  | Oui                       | 1995   | Show TV (1995-1997) CNBC-e (2001-2015) |
| Émirats arabes unis    | Anglais (sous-titré en arabe)                           | Oui                       | 1996   | Showtime Arabia (depuis 1996) Dubai One (2004-2005) MBC (2005 - version arabe édulcorée) Fox series (depuis 2008)                                                    |
| Ukraine                | Ukrainien                                               | Non                       | 2004   | M1 (2004-2009) 2+2 (2010-2011) PlusPlus (2012-2013) QTV (2013-2017) ПравдаТУТ (2015-2016) NLO TV (2016-2021)                                                         |
| Royaume-Uni            | Anglais                                                 | Oui                       | 1990   | Sky1 (depuis 1990) BBC One (1996-1997) BBC Two (1997-2004) Channel 4 (depuis 2004)                                                                                   |
| Uruguay                | Espagnol                                                | Non                       | ?      | Canal 10 |
| Venezuela              | Espagnol                                                | Non                       | ?      | Venevision Televen |

### SVOD
Le 11 avril 2019, Disney, nouveau propriétaire de la série annonce que l'intégralité des trente saisons et les nouveaux épisodes seront disponibles en exclusivité sur service de vidéo à la demande Disney+ à compter du 12 novembre 2019. Tout d'abord diffusées en version recadrée en 16/9, les dix-neuf premières saisons sont désormais proposées dans leur format d'origine depuis le 25 mai 2020.

## Influence et héritage

### Expressions
Un certain nombre de néologismes provenant de la série Les Simpson est entré dans le jargon populaire. Mark Liberman, directeur du Linguistic Data Consortium, a fait remarquer que « les Simpson ont apparemment pris la relève de Shakespeare et de la Bible, en tant que plus grande source culturelle d'expressions et de slogans ». La plus célèbre expression est celle d'Homer quand il est agacé : « D'oh! ». L'expression est omniprésente au point qu'elle est maintenant répertoriée dans l’Oxford English Dictionary, mais sans l'apostrophe. Dan Castellaneta explique qu'il a emprunté l'expression à James Finlayson, un acteur du début des comédies de Laurel et Hardy, qui l'a prononcée dans un ton plus allongé et pleurnichard. Le réalisateur des Simpson a dit à Castellaneta de raccourcir le son, et celui-ci est devenu la célèbre exclamation dans la série télévisée.
La description des Français par Willie le jardinier (le concierge Willie au Québec) en tant que « singes mangeurs de fromages » a été utilisée par le chroniqueur du National Review Jonah Goldberg, en 2003, après l'opposition de la France à la proposition d'invasion de l'Irak. L'expression s'est ensuite rapidement étendue à d'autres journalistes. « Cromulent », un mot utilisé dans Le Vrai Faux Héros, figure dans le Dictionnaire Webster en anglais. « Kwyjibo », un faux mot de Scrabble inventé par Bart dans Bart le génie, a été utilisé comme l'un des pseudonymes du ver informatique Melissa. « Et moi, au nom de tous, j'accueille nos nouveaux maîtres les insectes », une phrase prononcée par Kent Brockman dans Homer dans l'espace, a engendré une diversité de phrases communément employées. Les variantes de cette phrase de Brockman sont utilisées pour exprimer la soumission fantaisiste, généralement dans un but humoristique. Elle a déjà été utilisée dans les médias, par exemple dans le magazine New Scientist. Le terme dédaigneux « Meh » est entré dans le Collins English Dictionary en 2008.

### Télévision
Les Simpson ont été le premier programme d'animation à succès aux États-Unis à une heure de grande écoute depuis Wait Till Your Father Gets Home dans les années 1970. Durant les années 1980, les experts ont considéré que les programmes d'animation uniquement adaptés aux enfants étaient trop coûteux à réaliser dans un but de diffusion en première partie de soirée. Les Simpson ont modifié cette façon de voir. L'utilisation par les studios d'animation coréens du tweening (l'interpolation) et d'autres procédés ont rendu les épisodes moins chers. Le succès des Simpson et le bas coût de production ont incité les chaînes de télévision à prendre des risques sur d'autres séries animées. Cette évolution a conduit à un boum dans les années 1990 des nouveaux programmes d'animation en première partie de soirée, dont Beavis et Butt-head, South Park, Les Griffin, Les Rois du Texas (Henri pis sa gang au Québec), Futurama et Profession : critique.

« Les Simpson ont créé une audience pour un prime time d'animation qui n'avait pas été là pendant de nombreuses années. Au fond, je pense qu'ils ont réinventé la roue. Ils ont donc créé ce qui est, à bien des égards — on peut le classer comme cela — un tout nouveau média. »

— Seth MacFarlane, créateur des Griffin
Plus tard, South Park a rendu hommage aux Simpson avec l'épisode Les Simpson l'ont déjà fait.
Les Simpson ont également influencé des programmes comme Malcolm, qui a débuté le 9 janvier 2000 aux États-Unis sur le créneau horaire après Les Simpson,. Malcolm présente la caractéristique de recourir à des gags visuels et de ne pas utiliser de rires enregistrés, contrairement à la plupart des sitcoms. Ricky Gervais a déclaré que Les Simpson ont eu une influence majeure sur sa comédie britannique The Office qui n'utilise pas non plus de rires enregistrés.
Le 10 janvier 2010, à l'occasion des vingt ans de la série, la Fox a diffusé un documentaire sur Les Simpson intitulé The Simpsons 20th Anniversary Special – In 3-D! On Ice!, à la suite du 450e épisode. Réalisé par Morgan Spurlock, il revient sur son impact culturel dans l'histoire de la télévision.

## Accueil

### Premiers succès
Les Simpson ont été la première série télévisée du réseau Fox à apparaître dans un palmarès des trente émissions les plus regardées aux États-Unis, sur toute une saison (1989-1990). Alors que les saisons suivantes sont centrées sur Homer, Bart est le personnage principal dans les trois premières saisons. En 1990, Bart est rapidement devenu l'un des personnages les plus populaires de la télévision, ce qui a donné le nom de « Bartmania »,,,. Il devient alors le personnage Simpson le plus présent sur les produits dérivés comme les tee-shirts. Au début des années 1990, des millions de tee-shirts représentant Bart furent vendus, et jusqu'à un million ont été vendus en l'espace de quelques jours. Pensant que Bart est un mauvais modèle, plusieurs écoles publiques américaines ont interdit les tee-shirts le représentant avec des citations telles que « I'm Bart Simpson. Who the hell are you? » (Je suis Bart Simpson. Mais qui diable êtes-vous ?) ou « Underachiever ('And proud of it, man!') » (Sous-performant [et fier de l'être, mec !]),,. Les produits dérivés des Simpson se sont très bien vendus et ont généré deux milliards de dollars américains durant les quatorze premiers mois de ventes.
En raison du succès de la série, durant l'été 1990, le réseau FOX décida de changer le créneau horaire des Simpson, le déplaçant du dimanche à 20 heures (heure de l'Est) au jeudi, à la même heure. Cela a mis la série en concurrence avec le Cosby Show sur la NBC, série bénéficiant d'un très bon audimat à l'époque,. Pendant l'été, plusieurs articles de presse sont parus, décrivant la rivalité supposée de « Bill vs Bart »,.
En raison de sa popularité, Bart était souvent le membre de la famille Simpson le plus mis en avant lors des publicités pour la série, même pour les épisodes dans lesquels il n'était pas impliqué dans l'intrigue principale. Les Simpson ont été salués par de nombreuses critiques, décrivant la série comme « la plus irrespectueuse et la moins apologétique » à l'antenne. Dans une critique de la série datant de 1990, Ken Tucker, du magazine Entertainment Weekly, a décrit la famille Simpson comme « la famille américaine dans ce qu'elle est de plus complexe, représentée par de simples dessins animés. C'est cet habile paradoxe qui fait que des millions de personnes se détournent des trois grands réseaux de télévision les dimanches soir pour regarder Les Simpson. ». Ken Tucker a aussi décrit Les Simpson comme un « phénomène pop-culturel, une série d'animation en prime time qui rassemble toute la famille. ».

### Succès à long terme
Le 9 février 1997, Les Simpson ont dépassé Les Pierrafeu en tant que série d'animation en première partie de soirée qui a duré le plus longtemps aux États-Unis, avec l'épisode Itchy, Scratchy et Poochie (Itchy & Scratchy et Poochie au Québec). En 2004, Les Simpson ont remplacé The Adventures of Ozzie and Harriet (1952-1966) en tant que sitcom ayant duré le plus longtemps aux États-Unis. En octobre 2004, Scooby-Doo a dépassé brièvement le nombre d'épisodes des Simpson, devenant la série d'animation américaine en comportant le plus. Cependant, les dirigeants du réseau, en avril 2005, ont de nouveau annulé Scooby-Doo, qui s'est terminé avec 371 épisodes. Les Simpson ont donc récupéré le titre avec 378 épisodes à la fin de leur dix-septième saison. En mai 2007, Les Simpson ont atteint leur quatre centième épisode à la fin de la dix-huitième saison. Alors que Les Simpson ont le record du nombre d'épisodes d'une série américaine d'animation, d'autres séries animées, non américaines, les ont dépassés. Par exemple, la série animée japonaise Sazae-san a près de 6 400 épisodes à son actif.
L'année 2007 marquait le vingtième anniversaire de la franchise Simpson. Au cours de la vingtième saison (2008-2009), la série était à égalité avec Gunsmoke en tant que série télévisée américaine ayant duré le plus longtemps. Toutefois, Gunsmoke compte 635 épisodes, ce qui dépassait de loin les Simpson, qui n'ont atteint ce nombre qu'au cours de leur vingt-neuvième saison,.
En juillet 2009, Les Simpson sont entrés dans le Livre Guinness des records en tant que sitcom ayant été diffusée le plus longtemps au monde, détrônant ainsi The Adventures of Ozzie and Harriet.
Les Simpson sont la série la plus longue diffusée en première partie de soirée aux États-Unis depuis 2018, elle est aussi la vingt-troisième série télévisée la plus longue de l'histoire de l'audiovisuel au monde et également la deuxième série d'animation la plus regardée au monde depuis 2002.

### Récompenses

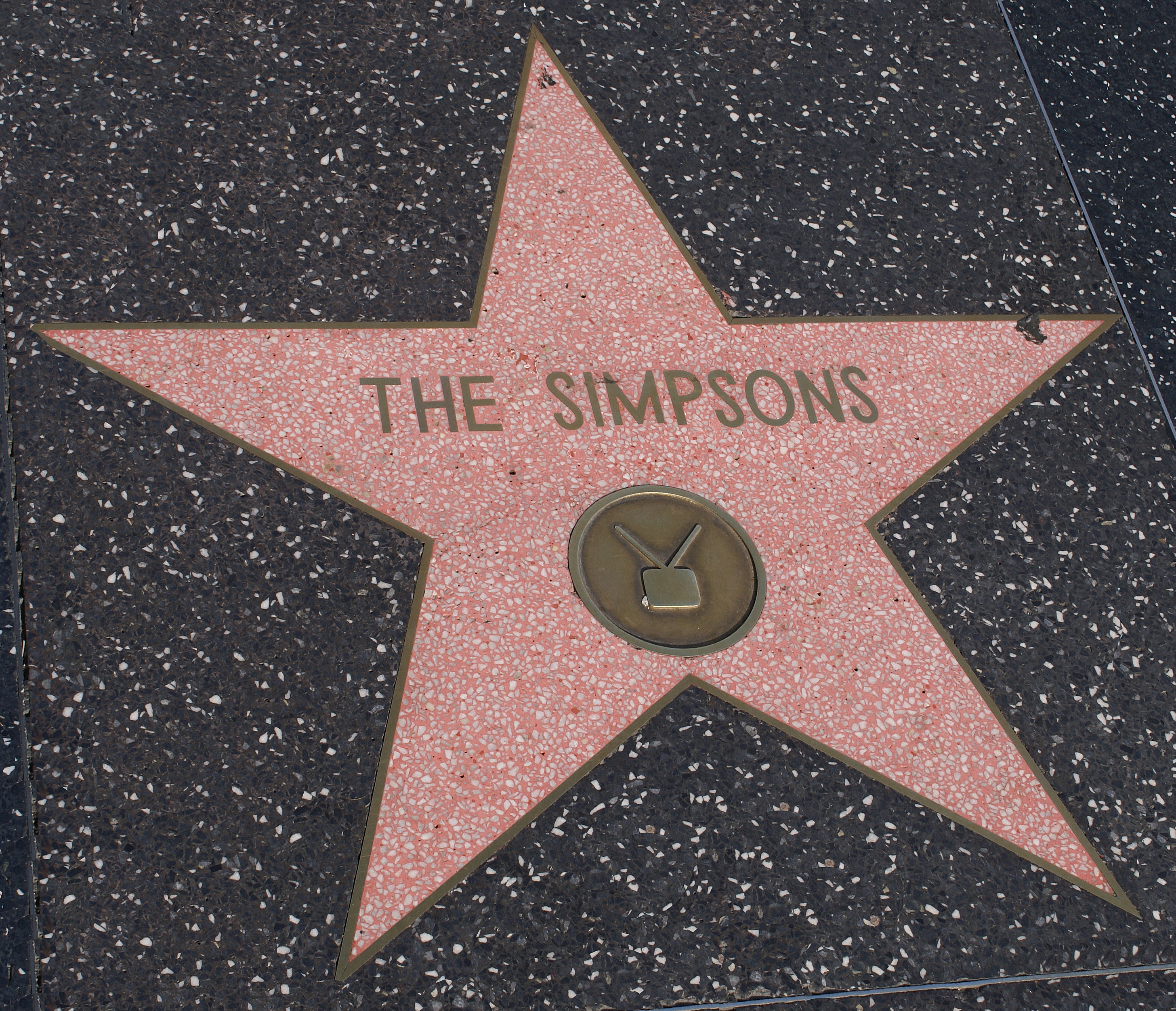
Étoile des Simpson sur le Walk of Fame, à Hollywood.

Les Simpson ont remporté de nombreux prix et trophées depuis le début de la série, dont trente-quatre Emmy Awards , trente-quatre Annie Awards, deux Peabody Award, quatre American Comedy Awards (trois victoires), soixante-dix-neuf Primetime Emmy Awards (trente-quatre victoires), une GLAAD Media Awards (une victoire), treize WGA Awards (treize victoires), quinze Environmental Media Awards (huit victoires), six Genesis Awards (six victoires), six Golden Reel Awards (une victoire), douze People's Choice Awards (huit victoires), soixante-dix Writers Guild of America Awards (quatorze victoires), huit Critics 'Choice Television Awards (aucune victoire), deux Image Awards (aucune victoire), une Online Film & Television Association (aucune victoire), quatre Neox Fan Awards (une victoire), deux Satellite Award (une victoire) et dix-sept Kids' Choice Awards (deux victoires)[réf. nécessaire]. En 2023, la franchise a remporté plus de trois cents trente prix dont cent vingt-quatre trophées ; il s'agit de la série la plus titrée de la Fox Corporation[réf. nécessaire].
Dans une édition de 1998, ayant pour but de célébrer les plus grands succès du XXe siècle dans les arts et les divertissements, le Time Magazine a inclus Les Simpson dans les meilleures séries télévisées du siècle. Dans ce même numéro, le Time a inclus Bart Simpson dans le Time 100, la liste des cent personnes les plus influentes du siècle. Bart était alors le seul personnage fictif sur la liste. Le 14 janvier 2000, Les Simpson ont reçu une étoile sur le Walk of Fame d'Hollywood. Toujours en 2000, un critique du magazine Entertainment Weekly, Ken Tucker, a désigné Les Simpson comme la plus grande émission de télévision des années 1990. En outre, les téléspectateurs de la chaîne de télévision britannique Channel 4 ont élu Les Simpson en tête de deux sondages : en 2001, les cent plus grandes émissions de télévision pour enfants et en 2005, en tête du classement des cent plus grands dessins animés. D'ailleurs, en 2001, Homer Simpson a également été élu par les téléspectateurs de cette chaîne comme le plus grand personnage de télévision. Homer a aussi décroché la neuvième place sur la liste des cinquante plus grandes icônes de télévisions du magazine Entertainment Weekly. En 2002, Les Simpson ont été classés huitième plus grande émission de tous les temps par le TV Guide. En 2007, la série a été incluse dans la liste des cent meilleures émissions de tous les temps du Time Magazine. En 2008, la série d'animation a été placée en première position du palmarès des cent émissions des vingt-cinq dernières années du magazine Entertainment Weekly et Empire l'a nommée plus grande émission télévisée de tous les temps.

### Critiques et controverses
L’attitude insoumise de Bart, qui demeure fréquemment impunie, a amené plusieurs parents et tenants de la tradition à le juger comme une source néfaste d’inspiration pour les enfants,. Dans les écoles, des éducateurs ont fait valoir que Bart était « une menace pour l'apprentissage » en raison de ses « faibles résultats dont il est fier » et de son attitude négative envers l'éducation. D'autres l'ont décrit comme « égocentrique, agressif et mesquin ». Dans une interview de 1991, Bill Cosby a décrit Bart comme un mauvais modèle pour les enfants, le qualifiant de « colérique, confus et frustré ». En réponse, Matt Groening a dit : « Cela résume parfaitement Bart. La majorité des individus luttent d’atteindre la normalité, Bart estime que la banalité est fort lassante et accomplit des actions que d’autres désireraient réaliser mais qu’ils n’ont pas le courage de faire. » Le 27 janvier 1992, le président américain George H. W. Bush a déclaré : « Nous allons continuer à essayer de renforcer la famille américaine, en faisant le plus de familles américaines ressemblant aux Walton et le moins aux Simpson. » Les auteurs ont répondu ironiquement sous la forme d'un court extrait diffusé trois jours plus tard, avant la rediffusion de Mon pote Michael Jackson (Lobot-Homer au Québec), dans lequel Bart disait « Hé, nous sommes comme les Walton. Nous prions également pour la fin de la crise,. ».
Plusieurs épisodes de la série ont suscité des controverses. Les Simpson ont visité l'Australie dans Bart contre l'Australie (saison 6, 1995) et le Brésil dans Aventures au Brésil (Lisa rêve à Rio au Québec) (saison 13, 2002), chacun des épisodes ayant provoqué une polémique et suscité une réaction négative dans les pays visités. Dans le cas du Brésil, le conseil du tourisme de Rio de Janeiro, qui a fait valoir que la ville avait été décrite comme abritant une forte criminalité, des enlèvements, des taudis et des infestations de rats et de singes, est même allé jusqu'à menacer la Fox d'une action en justice. Le Principal principal (saison 9, 1997) est l'un des épisodes les plus controversés des Simpson. Beaucoup de fans et de critiques ont réagi négativement à la révélation que le principal Seymour Skinner, un personnage récurrent depuis la première saison, était un imposteur. L'épisode a été critiqué par Matt Groening et par Harry Shearer, qui est la voix originale du principal Skinner. Dans une interview de 2001, Shearer a fait remarquer qu'après avoir lu le script, il a dit aux auteurs : « C'est tellement arbitraire, gratuit et irrespectueux envers le public. »
Lors d'une interview pour un journal américain, Al Jean, le producteur de la série, a annoncé qu'une mort surviendrait dans la vingt-cinquième saison. De nombreux personnages sont ainsi morts tout au long de la série.

#### Qualité inégale des saisons
Les critiques des premiers épisodes des Simpson ont félicité la série pour son humour impertinent, son réalisme et son intelligence,. À la fin des années 1990, le ton et l'accent de la série ont cependant commencé à changer. Certaines critiques ont alors qualifié la série de « fatiguée ». En 2000, certains fans de longue date ont été déçus par la série et ont pointé le fait que les personnages principaux se comportaient de façon de plus en plus niaise,. L'auteur Douglas Coupland a décrit les nouvelles critiques envers la série comme des foutaises, en affirmant que « Les Simpson n'ont fait aucune maladresse en quatorze ans, il y a donc peu de chance qu'ils en fassent maintenant. ». Mike Scully, qui a été show-runner de la série de la saison 9 à la saison 12, a notamment fait l'objet de critiques,.
En 2003, pour célébrer le trois centième épisode de la série, Homer va le payer (Chambre en Bart au Québec), USA Today a publié deux articles à propos des Simpson : un palmarès des dix épisodes de la série choisis par le webmestre du site de fan The Simpsons Archive et un top quinze par les auteurs des Simpson eux-mêmes. L'épisode le plus récent cité sur la liste du site est La Phobie d'Homer, datant de 1997. Celui de la liste des auteurs date de 2000, c'est Derrière les rires (Biographies : Les Simpson au Québec). En 2004, Harry Shearer a critiqué ce qu'il percevait comme la baisse de la qualité de la série : « Je considère les trois dernières saisons comme faisant partie des pires, alors que la saison 4 m'apparaît désormais très bonne. ». En réponse, Dan Castellaneta a déclaré : « Je ne suis pas d'accord […] Je pense que le problème de Harry c'est que la série s'est éloignée des fondamentaux des trois ou quatre premières saisons, elle est désormais un peu plus délirante et loufoque. Je pense qu'il lui faut organiquement évoluer, pour conserver sa fraîcheur. ».

#### Audiences en baisse
Les Simpson s’efforcent de conserver une vaste audience tout en séduisant de nouveaux adeptes. Alors que la première saison a connu une moyenne de 13,4 millions de téléspectateurs par épisode aux États-Unis, la vingtième saison a recueilli une moyenne de 6,9 millions de téléspectateurs. Dans une interview d'avril 2006, Matt Groening a dit : « Honnêtement, je n'ai pas en vue la fin des Simpson. Je pense qu'il est possible que la série devienne trop pesante financièrement… mais, en ce moment, je pense qu'elle est aussi créative qu'auparavant, voire plus. L'animation est incroyablement détaillée et imaginative et les histoires mettent en scène des choses que nous n'avons jamais faites auparavant. Tellement créative qu'il n'y a aucune raison d'arrêter. »
Cette supposée baisse de qualité peut en tout cas être mise en relation avec une nette baisse des audiences au cours des dernières saisons :
| Saison | Audiences (en millions de ménages) | Audiences (en millions de ménages) |
| Saison | Moyennes aux États-Unis            | Selon l'échelle de Nielsen         |
| ------ | ---------------------------------- | ---------------------------------- |
| 1      | 27,81                              | 13,4                               |
| 2      | 24,40                              | 12,2                               |
| 3      | 21,77                              | 12,0                               |
| 4      | 22,40                              | 12,1                               |
| 5      | 18,94                              | 10,5                               |
| 6      | 15,60                              | 9,0                                |
| 7      | 14,66                              | 8,0                                |
| 8      | 14,60                              | 8,6                                |
| 9      | 10,34                              | 9,1                                |
| 10     | 8,74                               | 7,9                                |
| 11     | 8,77                               | 8,2                                |

| Saison | Audiences (en millions de téléspectateurs) | Audiences (en millions de téléspectateurs) |
| Saison | Moyennes aux États-Unis                    | Selon l'échelle de Nielsen                 |
| ------ | ------------------------------------------ | ------------------------------------------ |
| 12     | 15,49                                      | 14,7                                       |
| 13     | 12,46                                      | 12,4                                       |
| 14     | 14,38                                      | 13,4                                       |
| 15     | 10,99                                      | 10,6                                       |
| 16     | 10,37                                      | 9,6                                        |
| 17     | 9,55                                       | 9,1                                        |
| 18     | 9,15                                       | 8,6                                        |
| 19     | 8,28                                       | 8,0                                        |
| 20     | 7,07                                       | 6,9                                        |
| 21     | 7,13                                       | 7,2                                        |
| 22     | 7,09                                       | 7,3                                        |

| Saison | Audiences (en millions de téléspectateurs) | Audiences (en millions de téléspectateurs) |
| Saison | Moyennes aux États-Unis                    | Selon l'échelle de Nielsen                 |
| ------ | ------------------------------------------ | ------------------------------------------ |
| 23     | 6,15                                       | 7,0                                        |
| 24     | 5,41                                       | 6,3                                        |
| 25     | 5,02                                       | 5,6                                        |
| 26     | 4,80                                       | 5,6                                        |
| 27     | 4,00                                       | 4,7                                        |
| 28     | 4,15                                       | 4,8                                        |
| 29     | 3,45                                       | 4,1                                        |
| 30     | 3,11                                       | 3,7                                        |
| 31     | 2,58                                       | 3,0                                        |
| 32     | 2,03                                       | 0,7                                        |
| 33     | 1,94                                       |                                            |
| 34     | 1,82                                       |                                            |
| 35     | 1,73                                       |                                            |

| Légende : Nombre moyen de téléspectateurs / Audiences selon l'échelle de Nielsen |

En 2022, le record de la plus faible audience est tombé à 950 000 téléspectateurs lors de la diffusion du dix-septième épisode de la saison 33 (La Musique de Gingivite). À ce jour[Quand ?], les cinq pires audiences de la série appartiennent aux saisons 30 et 31 (Prêtres en guerre - 1.35, Prêtres en guerre (Partie 2) - 1.36, Les Sales Huit ans - 1.40, Cristal Bleu Persuasion - 1.50 et L'Incroyable Légèreté d'être un bébé - 1.58). Par ailleurs, les saisons 29 et 30 sont passées sous la barre symbolique des 4 millions de téléspectateurs, ce qui en fait les saisons les moins regardées depuis le début de la série, la saison 31 étant même passée sous les 3 millions de téléspectateurs. La série passe en dessous des 2 millions de téléspectateurs à partir de la saison 33 se stabilisant tout de même autour de ce chiffre (entre 1,75 et 2 millions de téléspectateurs). L'audience la plus faible pour un épisode est alors de 620 000.

## Autres médias

### Bandes dessinées
De nombreuses bandes dessinées sur les Simpson sont sorties. Jusqu'à présent, neuf séries de bandes dessinées ont été publiées par Bongo Comics depuis 1993. La première bande dessinée basée sur les Simpson est apparue en 1991 dans la revue Simpsons Illustrated. Les bandes dessinées ont eu du succès et une bande dessinée one shot intitulée Simpsons Comics and Stories, contenant quatre histoires différentes, est sortie en 1993, pour les fans. Elle a également eu du succès, ce qui fait que le créateur des Simpson, Matt Groening, et ses compagnons Bill Morrison, Mike Rote, Steve Vance et Cindy Vance ont créé la société d'édition Bongo Comics. Les parutions de Simpsons Comics, Bart Simpson's Treehouse of Horror et Bart Simpson ont été recueillies et réimprimées aux États-Unis par HarperCollins,,. Une BD collector, sortie en 2009 sous le nom de Les Simpson/Futurama : la crise multiple, se déroulait également dans l'univers des Simpson et celui de Futurama.
En France, les bandes dessinées des Simpson ont été distribuées à partir du 6 septembre 2000, par les éditions Dino Panini, sous deux séries : Les Simpson Comics et Bart Simpson. Ces BD comprennent des histoires issues des comics américains correspondant et ont été produites jusqu'au 1er novembre 2006 pour la première série et jusqu'en juin 2007 pour la seconde. À partir du 11 mars 2008, les éditions Jungle ont distribué les BD sous sept séries différentes : Les Simpson (depuis le 11 mars 2008), Bart Simpson (depuis le 16 mars 2011), Bartman (depuis le 18 mai 2011), Fiesta Estival (depuis le 16 juin 2010), La Cabane des horreurs (depuis le 4 novembre 2009), Les Hors-séries et Spécial fêtes. Les bandes dessinées de la collection Les Simpson comprennent deux à quatre histoires issues pour la plupart des bandes dessinées Simpsons Comics. Celles des séries Bart Simpson et La Cabane des horreurs sont constituées de quatre à neuf histoire tirées des BD américaines correspondantes.

### Film

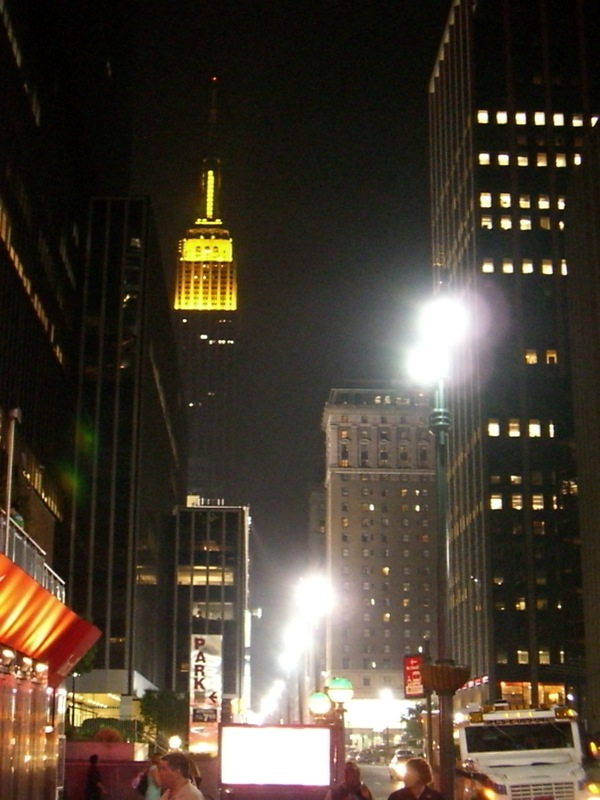
L'Empire State Building illuminé en jaune pour promouvoir la sortie DVD du film.

Un long métrage d'animation réalisé par David Silverman est sorti le 27 juillet 2007 dans le monde entier (mis à part en Europe, où il est sorti le 25 juillet). La production a choisi le compositeur Hans Zimmer pour l'écriture de la bande sonore du film.
Dans le film, Homer pollue le lac de Springfield avec des déchets toxiques, ce qui conduit le gouvernement américain à mettre en quarantaine la ville entière. Washington la recouvre donc d'un immense dôme dans l'intention d'y éradiquer toute forme de vie. Les Simpson se voient alors obligés de déménager en Alaska, mais tous les membres de la famille ne veulent pas laisser leurs amis vivre un tel drame.
Le film reprend une multitude de personnages issus de la série ainsi que de nouveaux, comme Spider-Cochon (Spider-Pig au Québec) ou Colin. Une suite est prévue, mais certaines difficultés sont venues à l'encontre de son développement.

### Musique
Une production discographique accompagne depuis des années la série. Des collections des musiques originales présentes dans la série sont sorties sur les albums Songs in the Key of Springfield, Go Simpsonic with The Simpsons et The Simpsons: Testify. Plusieurs morceaux ont été enregistrés dans le but d'être placés sur un album, sans apparaître dans la série. L'album The Simpsons Sing the Blues est sorti en septembre 1990 et fut un succès, se classant troisième au Billboard 200 et fut certifié deux fois disque de platine par la Recording Industry Association of America. Le premier morceau de l'album était Do The Bartman, interprété par Nancy Cartwright et sorti le 20 novembre 1990. La musique était composée par Michael Jackson, sans que cela fût reconnu.
- 1990 : The Simpsons Sing the Blues
- 1997 : Songs in the Key of Springfield
- 1998 : The Yellow Album
- 1999 : Go Simpsonic with The Simpsons
- 2007 : The Simpsons Movie: The Music
- 2007 : The Simpsons Theme (reprise du thème musical de la série par le groupe Green Day pour le film)
- 2007 : The Simpsons: Testify

### The Simpsons Ride

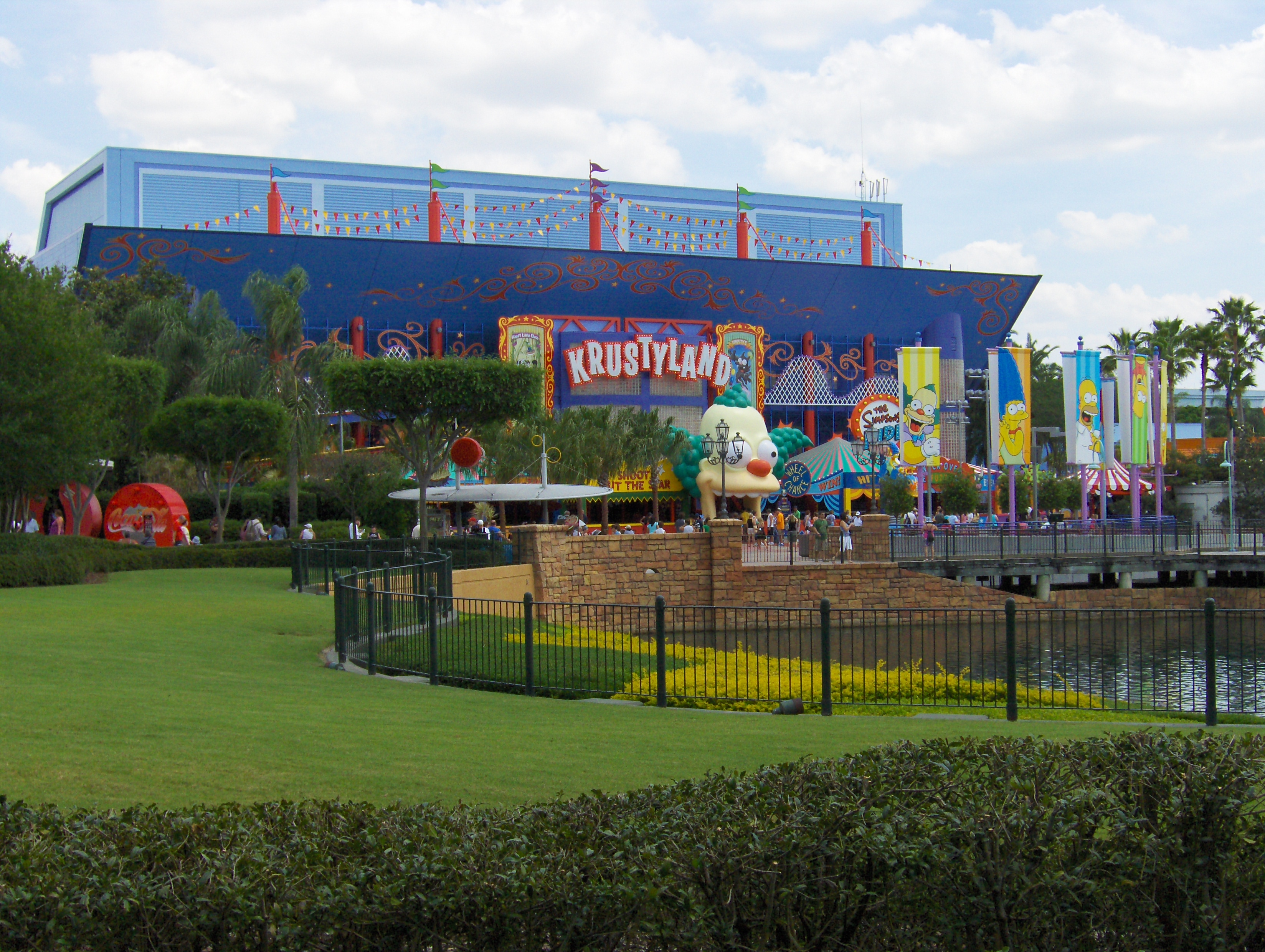
The Simpsons Ride à Universal Studios Florida.

The Simpsons Ride est un cinéma dynamique officiellement annoncé en 2007. C'est une attraction implantée à Universal Studios Hollywood et à Universal Studios Florida. The Simpsons Ride a officiellement ouvert le 15 mai 2008 en Floride et le 19 mai 2008 à Hollywood. Dans l'attraction, les clients sont introduits dans un parc d'attractions cartoon construit par Krusty le clown. Cependant, Tahiti Bob ou Sideshow Bob (version originale et version québécoise) s'est enfui de prison et veut prendre sa revanche sur Krusty et la famille Simpson. L'attraction présente plus de vingt-quatre personnages récurrents des Simpson ainsi que leurs voix originales respectives, avec aussi bien Pamela Hayden, Russi Taylor que Kelsey Grammer. Harry Shearer a décidé de ne pas y participer, ce qui fait qu'aucun des personnages qu'il interprète ne dispose de voix.

### Jeux vidéo
L'industrie du jeu vidéo a rapidement adapté les personnages et le monde des Simpson. Parmi les jeux sortis très tôt, on peut citer The Simpsons: Arcade Game, un jeu d'arcade de Konami et The Simpsons: Bart vs. the Space Mutants, édité par Acclaim Entertainment, tous deux sortis en 1991. Plus récemment, d'autres jeux vidéo sont sortis, comme The Simpsons: Road Rage (2001), The Simpsons: Hit and Run (2003), Les Simpson, le jeu (2007) ou Les Simpson : Springfield (2011). Deux machines de flipper aux couleurs des Simpson ont été produites, une qui a été disponible rapidement après la première saison, et une autre qui est encore disponible à l'achat.

## Produits dérivés

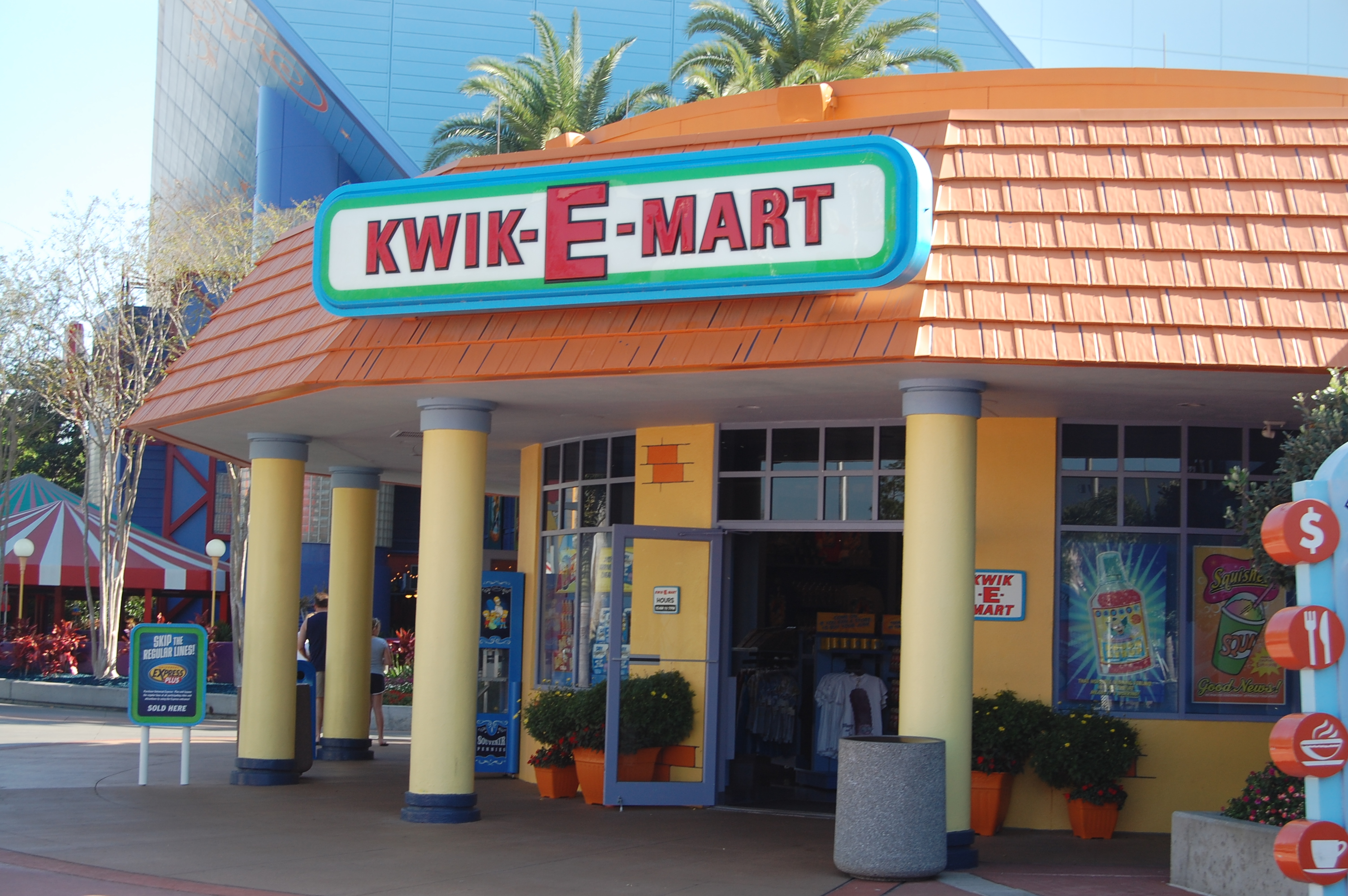
Le Kwik-E-Mart au The Simpsons Ride.

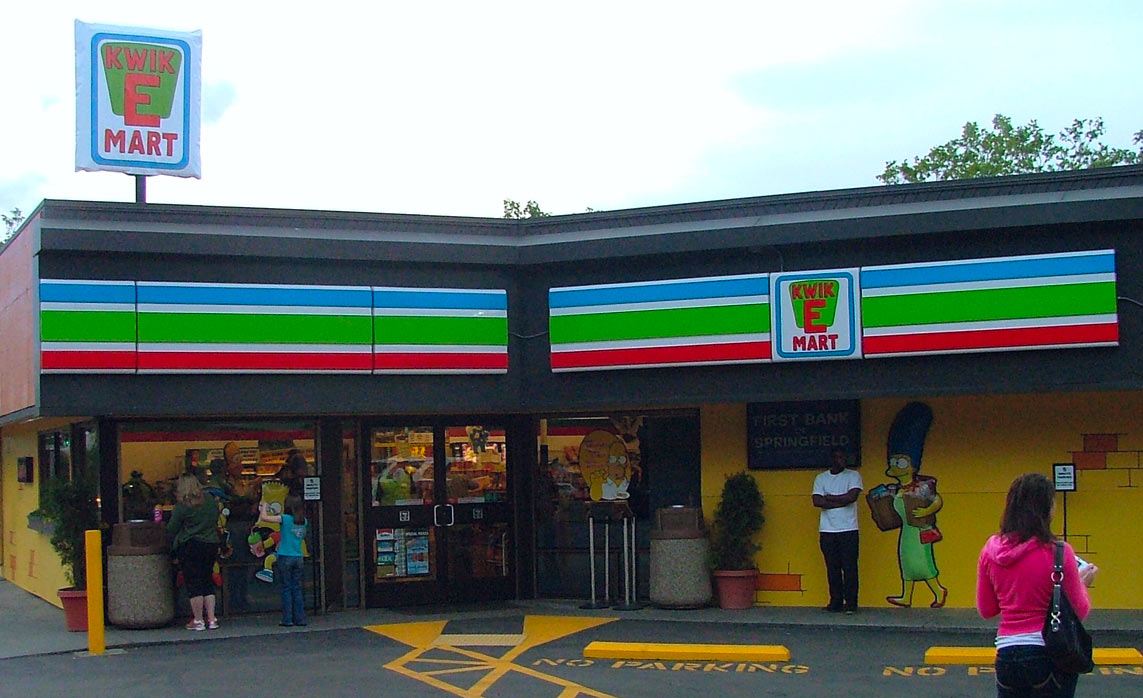
À Seattle, un magasin 7-Eleven transformé en Kwik-E-Mart.

La popularité des Simpson en a fait une industrie de produits dérivés se chiffrant en milliards de dollars. La famille homonyme et les personnages secondaires apparaissent sur de nombreux produits, allant des tee-shirts aux posters. La chaîne de restaurants Quick a même proposé un hamburger à l'effigie d'Homer prénommé Le Homer Burger. Les Simpson ont également donné lieu à des éditions spéciales de célèbres jeux de société, comme des échecs, Cluedo, Monopoly, Scrabble ou Destins. Plusieurs jeux de cartes comme The Simpsons Trading Card Game sont aussi sortis, mais également des livres, officiels ou non, sur les Simpson par exemple des guides d'épisodes. Un grand nombre d'épisodes de la série est sorti en VHS ou en DVD au cours des années. Lorsque le DVD de la première saison a été édité en 2001, il est rapidement devenu le DVD tiré de la télévision le plus vendu de l'histoire, mais il a ensuite été dépassé par celui de la première saison de Chappelle's Show.
L'édition pour la zone 1 de l'intégrale de la saison 6 comporte une erreur de conception. Le quatrième épisode (Itchy et Scratchy Land) reprend la bande son québécoise du premier épisode (Bart des ténèbres).
En 2003, environ cinq cents entreprises du monde entier étaient autorisées à utiliser les personnages des Simpson dans leurs publicités. Pour la promotion du film, douze magasins 7-Eleven étaient transformés en Kwik-E-Mart et vendaient des produits se rattachant à l'univers des Simpson, comme du « Buzz Cola », des céréales Krusty-O's ou des donuts roses.
Le 9 avril 2009, le United States Postal Service a dévoilé une série de cinq timbres de 44 cents mettant en vedette Homer, Marge, Bart, Lisa et Maggie, pour célébrer le vingtième anniversaire de la série. La série télévisée Les Simpson est la première à recevoir cet honneur alors qu'elle est encore en production. Les timbres, dessinés par Matt Groening, ont été rendus disponibles à l'achat le 7 mai 2009. Environ un milliard de timbres sont imprimés.

## Divers

### Informations supplémentaires sur la diffusion de la série en France
Durant ses débuts sur W9, la série enregistre d'excellentes audiences allant jusqu'à 1,1 million de téléspectateurs à 19 h 55,. La chaîne commence par rediffuser les quinze premières saisons. La seizième saison sera diffusée à partir du 12 mars 2011, la dix-septième à partir du 21 janvier 2012 et la dix-huitième dès le 12 janvier 2013.
La chaîne M6 diffuse aussi la série entre 2007 et 2008. La chaîne payante Canal+ Family diffuse également la série entre 2008 et 2017.
En janvier 2014, W9 fait l'acquisition des saisons 19 à 23 et rattrape son retard par rapport à Canal+.[réf. nécessaire]
La diffusion des épisodes a beaucoup évoluée au fil des années :
- de janvier 2006 à 2011, il y avait deux épisodes le midi et deux le soir. Le week-end et le mercredi après-midi, la chaîne diffusait davantage d'épisodes ;
- depuis 2011, la série n'est plus diffusée l'après-midi (excepté le mercredi jusqu'en 2013) ;
- depuis 2013, la série n'est plus diffusée le dimanche (midi et soir) ;
- depuis 2015, la diffusion de la série le samedi après-midi s'est arrêtée ;
- depuis mai 2016, la série est retirée en quotidienne, laissant place à la télé-réalité ;
- depuis décembre 2020, la série n'est plus diffusée sur W9.